# Pocoyo
Pocoyo (tiếng Tây Ban Nha: Pocoyó, cách điệu là POCOYO) là một loạt phim truyền hình hài kịch tương tác mầm non của Tây Ban Nha do Guillermo García Carsí, Colman López, Luis Gallego và David Cantolla sáng tạo và được sản xuất bởi hãng Zinkia Entertainment của Tây Ban Nha, với hai phần đầu tiên được đồng sản xuất với Granada Kids và phần đầu tiên là sản phẩm đồng sản xuất của Cosgrove Hall Films, cả hai đều ở Vương quốc Anh.
Bốn phần đã được sản xuất, mỗi bộ gồm 52 tập dài 7 phút. Diễn viên kiêm diễn viên hài người Anh Stephen Fry thuật lại phiên bản tiếng Anh của hai phần đầu tiên, trong khi Stephen Hughes kể lại ở phần thứ ba có tên Let's Go Pocoyo và phần thứ tư. José María del Río thuật lại phiên bản Tiếng Tây Ban Nha Castilla của loạt phim. Năm 2009, một chương trình spin-off mới mang tên Pocoyo World đã được tạo ra.
Vào ngày 12 tháng 10 năm 2022, phần thứ năm đã được bật đèn xanh để kỷ niệm 20 năm loạt phim Pocoyo, dự kiến phát hành vào giữa năm 2023, nhưng bị trì hoãn phát hành vào năm 2024. Sẽ có những thay đổi đáng kể về thiết kế nhân vật và sẽ có nhiều nhân vật mới hơn như em gái của Pocoyo, Pocoyina. Tương tự như  tập "Dragon Island" của phần 4 sẽ được lồng ghép thành live-action.
Vào năm 2023, nhượng quyền thương mại đã được Animaj mua lại. Sau đó, loạt phim này được làm mới cho phần thứ sáu vào khoảng năm 2025 hoặc 2026. Một phần khác được công bố và sẽ phát hành vào khoảng năm 2027 hoặc 2028.

## Nội dung
Lấy bối cảnh trong không gian 3D khổng lồ, với nền trắng trơn và thường không có phông nền, phim kể về Pocoyo, một cậu bé 4 tuổi, tương tác với những người bạn Elly, Pato, Nina, Fred the Octopus, Loula và Sleepy Bird. Khán giả được khuyến khích nhận ra các tình huống mà Pocoyo đang gặp phải và những điều đang diễn ra xung quanh hoặc xung quanh cậu. Người kể chuyện thường nói một cách rõ ràng với khán giả cũng như với các nhân vật. Mỗi nhân vật có điệu nhảy đặc biệt và âm thanh cụ thể (thường là từ một nhạc cụ) và hầu hết các tập đều kết thúc bằng cảnh các nhân vật nhảy múa.

## Các nhân vật

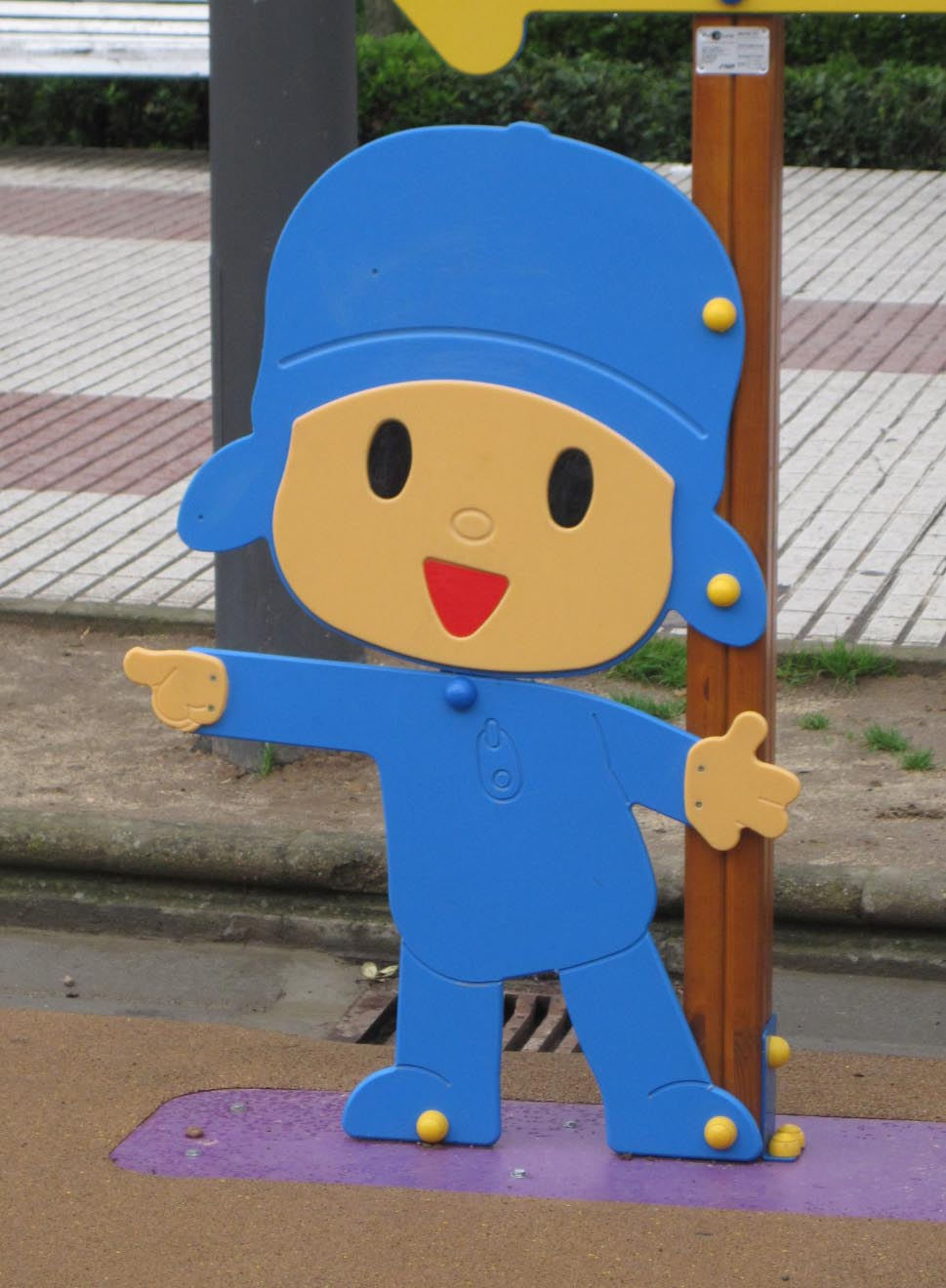
Hình đại diện của Pocoyo trong một sân chơi

### Chính
- Pocoyo (Alex Marty lồng tiếng ở phần 1, Montana Smedley lồng tiếng ở phần 2, Isabella Foy lồng tiếng ở phần 3 và Gigi Hatt lồng tiếng ở phần 4[cần dẫn nguồn]) là nhân vật chính của loạt phim. Cậu bé 4 tuổi rất tò mò và thích chơi các trò chơi, khám phá những điều mới lạ. Cậu thường nhào lộn và di chuyển với tốc độ nhanh. Pocoyo là một nhân vật rất ngây thơ, vui vẻ và trẻ con, luôn được miêu tả đội một chiếc mũ ba vạt màu xanh lam, áo khoác màu xanh có khóa kéo màu vàng, quần và giày màu xanh. Những người bạn thân nhất của Pocoyo là Pato, Elly, Loula, Sleepy Bird và Baby Bird. Pocoyo có một chiếc xe đua màu đỏ và một phi thuyền giống chim có thể biến hình tên là Vamoosh. Mặc dù rất thân thiện, ngọt ngào và hầu như luôn có tâm trạng vui vẻ nhưng Pocoyo cũng rất coi trọng bản thân, bị phân tâm bởi những điều đơn giản nhất, dễ nản lòng, thường xuyên ghen tị với bạn bè và có thể rất không vâng lời nhưng cố gắng hết sức để chiến đấu.  những khuyết điểm của cậu và học hỏi đạo đức, đồng thời cậu cũng rất tình cảm và quan tâm đến người khác và thường xuyên thể hiện điều đó.
- Người kể chuyện (José María del Río lồng tiếng bằng tiếng Tây Ban Nha Castilla; Stephen Fry lồng tiếng ở phần 1–2 và Stephen Hughes ở phần 3 trở đi bằng tiếng Anh[cần dẫn nguồn]) nói trong toàn bộ loạt phim và thường giao tiếp trực tiếp với các nhân vật. Pocoyo có mối quan hệ tốt với người kể chuyện và luôn thực sự vui mừng khi được gặp (nghe thấy) anh. Người kể chuyện đôi khi cũng tham gia vào các sự kiện của các tập phim, khiến anh trở thành một nhân vật nghe được nhưng không nhìn thấy hơn là một người kể chuyện nghiêm khắc.
- Pato là một chú vịt màu vàng, không mặc gì ngoài chiếc mũ chóp nhỏ màu xanh lá cây.  Chú thích làm vườn và thường xuyên được nhìn thấy bình tưới cây và bồn hoa. "Pato" có nghĩa là con vịt trong tiếng Tây Ban Nha. Chú là nhân vật được khán giả nhắm đến của loạt phim yêu thích nhờ khả năng vũ đạo thú vị và thực tế là mỏ của chú quay 360 độ. Mặc dù thân thiện nhưng Pato lại là nhân vật khó tính và thiếu kiên nhẫn nhất (thể hiện bằng chiếc mỏ cong xuống một góc khi thất vọng hoặc bị sốc); đôi khi chú ta hoàn toàn mất bình tĩnh, nhảy lên nhảy xuống và quằn quại dữ dội. Pato được sử dụng như một chiếc búa khoan hoặc tên lửa và có thể trở thành một chiếc trực thăng. Trong tập thử nghiệm năm 2003, lần đầu tiên chú vịt này được gọi là Ducky sau đó đổi tên thành Pato.
- Elly là một chú voi màu hồng luôn đeo ba lô màu xanh. Cô thích làm bánh quy và trà và có một con búp bê mà Elly rất yêu thích. Mặc dù có kích thước lớn nhưng cô ấy rất duyên dáng và dịu dàng, có khả năng múa ba lê và là chị gái của Pocoyo, luôn tha thứ và luôn chăm sóc cậu. Tuy nhiên, Elly có thể rất hách dịch và thường làm mọi việc theo cách của mình. Elly thường lái chiếc xe trượt scooter màu hồng của mình đi khắp nơi.
- Loula một chú chó beagle màu cam và đỏ tươi là thú cưng và bạn đồng hành của Pocoyo. Cô cũng nghiêm túc đi lại bằng cả bốn chân.  Đôi khi Loula nhảy lò cò khi đang đi bộ. Ban đầu, tên nhân vật là Lucas, để tưởng nhớ chú chó của nhà sáng tạo kiêm đạo diễn Guillermo García Carsi, nhưng do thiếu nhân vật nữ nên nhân vật được đổi tên thành Loula.
- Trẻ em là một nhóm nhân vật, giống như Người kể chuyện, phát biểu trong mỗi tập phim, trả lời các câu hỏi do Người kể chuyện đưa ra nhằm hỗ trợ Pocoyo giải quyết vấn đề hoặc để Pocoyo biết chuyện gì đang xảy ra.
- Nina (Noel Rodriguez lồng tiếng trong các tập từ 2016/2017 đến 2020 và Alba Ramos trong các tập từ giữa đến cuối 2020 trở đi[cần dẫn nguồn]) là một nhân vật con người khác được giới thiệu trong series thứ tư cùng tên. Nina là một cô gái trẻ giống Pocoyo (có thể trẻ hơn Pocoyo), có mái tóc đỏ, mặc áo hoodie màu xanh lá chanh có hai ăng-ten, quần đùi màu xanh lá chanh và giày màu xanh lá chanh. Giống như Pato, Nina rất yêu cây cỏ và thiên nhiên. Cô tự nhiên nói chủ yếu là một dạng vô nghĩa với giọng Nhật, nhưng cũng có thể nói tiếng Anh trôi chảy, mặc dù không nhiều bằng Pocoyo. Tên của cô giống "niña" trong tiếng Tây Ban Nha có nghĩa là "cô gái". Nhờ con vật cưng robot của cô tên là Roberto (phát âm là Roh-bear-toe), nó có khả năng thu nhỏ đến mức bất kỳ ai cũng có thể bị thu nhỏ.

### Xuất hiện định kỳ
- Người ngoài hành tinh là một họ sinh vật ngoài hành tinh nhỏ có một mắt có chân máy mà Pocoyo và những người bạn của cậu thường tìm thấy bất cứ khi nào họ lên vũ trụ. Chúng giao tiếp với nhau bằng những âm thanh 'tách' ngắt quãng.
- Sleepy Bird là một chim hót có màu xanh mòng két. Cô làm rất ít ngoại trừ ngủ và thường nhắm mắt khi bay. Cô được đặt tên là "Pajaroto" trong phiên bản tiếng Tây Ban Nha (được cho là được đặt theo tên của một nhân viên Zinkia có biệt danh là "Maroto" và rất giống anh).[cần dẫn nguồn] Nhân vật này còn được gọi là "Pajaro Dormilon" trong phiên bản tiếng Tây Ban Nha Mỹ Latinh. Đối với những tập mà Nina có mặt (không bao gồm lần xuất hiện đầu tiên của cô và những tập mà cô vắng mặt), Sleepy Bird đã bị xóa kỹ thuật số khỏi chuỗi tiêu đề để nhường chỗ cho Nina.
- Baby Bird là một chú chim nhỏ bé, luôn năng động (cậu không thừa hưởng sở thích ngủ của mẹ) và là đứa con ồn ào của Sleepy Bird, người rơi vào những tình huống khó khăn và được Pocoyo giải cứu. Cậu cũng là một loài chim biết hót. Cậu là bạn thân nhất của Sâu Bướm. Được đặt tên là "Pajarito" trong phiên bản tiếng Tây Ban Nha (có nghĩa là "con chim nhỏ").
- Ball Orchestra là một nhóm gồm ba sinh vật giống quả bóng chơi kèn, trống và chũm chọe.  Trong series 4 tập của loạt phim "Space Postal Service", đã tiết lộ rằng họ sống trong một hành tinh chứa đầy dụng cụ.
- Sâu Bướm (được đặt tên là "Valentina" hoặc "Oruga" trong tiếng Tây Ban Nha) là một chú sâu bướm màu vàng với chiếc nơ màu xanh trên đỉnh đầu. Cô nói một cách vô nghĩa và có khả năng biến thành một con bướm và quay lại khi cô muốn. Sâu Bướm là bạn thân nhất của Baby Bird và là bạn của Angry Alien. Khi vui mừng hay thất vọng, cô có xu hướng đập mặt xuống đất.
- Bạch tuộc Fred (Pulpo trong phiên bản tiếng Tây Ban Nha) là một kẻ mất trí (mặc dù anh chỉ có 4 chân để khiến bộ phim trở nên đơn giản hơn), nói những thứ vô nghĩa như Caterpillar và rất thích hát nhạc kịch. Anh ngẫu nhiên xuất hiện trong các tập phim, đôi khi với tư cách là một nhân vật chính, đôi khi chỉ thoáng qua. Kể từ series 2, anh đôi khi được gọi là 'Fred'. Phong cách thanh nhạc của anh ấy gợi nhớ đến Pee-đu Herman.
- Music Flower và The Band là một nhóm hoa chơi một số bản nhạc mà Pocoyo thích.
- Cá Voi là một loài cá nhà táng khổng lồ màu xám nhạt với má đỏ sống dưới biển.
- Nhện Con là một nhện nhỏ màu xanh lam nở ra từ một quả trứng mà Pato tìm thấy trong tập "Pato's Egg".
- Yanko, được giới thiệu trong tập đặc biệt Giáng sinh 2019 "A Very Special Guest", là một  yeti thân thiện được Pocoyo và Loula kết bạn lần đầu tiên.

## Phát triển và sản xuất
Tên của Pocoyo được cung cấp bởi David Cantolla, một trong những người sáng tạo, sau khi cô con gái hai tuổi của anh sử dụng nó trong bài hát "Dear Child Jesus" hàng đêm của cô. (Jesusito de mi vida) những lời cầu nguyện nói "Eres niño poco yo" ("Bạn là một đứa trẻ, tôi bé nhỏ"), chứ không phải "Eres niño como yo" ("Bạn là một đứa trẻ như tôi"). "Pocoyo" có thể tạm dịch sang tiếng Anh là "little me" (tôi nhỏ bé), mặc dù nó là một cách xây dựng tự tạo. Loạt phim được diễn hoạt bằng phần mềm Softimage XSI.
Loạt phim lần đầu tiên được công bố sẽ được phát triển vào tháng 3 năm 2003. Vào tháng 10, có thông báo rằng Carlton International sẽ đồng sản xuất và phân phối loạt phim này, và việc sản xuất nửa đầu của series đầu tiên sẽ bắt đầu vào tháng 9 năm 2004.
Vào tháng 3 năm 2004, Novel Entertainment tham gia sản xuất với tư cách đồng sản xuất với Carlton và Zinkia. Tuy nhiên, không có gì khác được biết về thông báo ban đầu này.
Chương trình được Granada International giới thiệu tại MIP TV vào tháng 4 năm 2005, với thời lượng phát sóng cho CITV được công bố vào mùa thu. Cũng có thông báo rằng Stephen Fry sẽ tường thuật series ở Vương quốc Anh.
Loạt phim được đổi mới thành phần thứ hai vào ngày 12 tháng 5 năm 2006. Các nhà sản xuất cũng mong muốn bắt tay vào các dự án khác, một trong số đó có thể là phim điện ảnh Pocoyo. Vào tháng 6 năm 2006, Loạt phim đã được trao giải Cristal cho "Sản xuất phim truyền hình hay nhất" tại Liên hoan phim hoạt hình quốc tế Annecy lần thứ 30.
Vào tháng 4 năm 2011, Zinkia và ITV Global Entertainment thông báo họ sẽ chấm dứt quan hệ đối tác đồng phân phối loạt phim này và Zinkia hiện sẽ nắm quyền phân phối loạt phim này trên toàn thế giới.
Vào tháng 5 năm 2023, Zinkia thông báo bán nhượng quyền cho công ty đầu tư trẻ em Animaj của Pháp với số tiền không được tiết lộ. Việc mua bán sẽ bao gồm tất cả các quyền sở hữu trí tuệ, phân phối và cấp phép nhượng quyền thương mại nhưng sẽ loại trừ các phần giáo dục mà Zinkia sẽ giữ lại. Để đổi lấy thỏa thuận này, Zinkia sẽ có được 7,99% cổ phần ở Animaj. Thỏa thuận đã kết thúc vào ngày 20 tháng 9 năm 2023.

## Các phần và tập phim

### Tổng quan
| Mùa | Mùa      | Số tập | Số tập | Phát sóng gốc        | Phát sóng gốc        |
| Mùa | Mùa      | Số tập | Số tập | Phát sóng lần đầu    | Phát sóng lần cuối   |
| --- | -------- | ------ | ------ | -------------------- | -------------------- |
|     | 1        | 52     | 52     | 10 tháng 5 năm 2005  | 18 tháng 11 năm 2005 |
|     | 2        | 52     | 52     | 7 tháng 8 năm 2006   | 6 tháng 5 năm 2007   |
|     | 3        | 52     | 52     | 3 tháng 7 năm 2010   | 27 tháng 11 năm 2010 |
|     | 4        | 53     | 26     | 28 tháng 11 năm 2016 | 22 tháng 12 năm 2017 |
|     | 4        | 53     | 27     | 1 tháng 3 năm 2021   | 8 tháng 7 năm 2021   |
|     | 5        | TBA    | TBA    | 2024                 | TBA                  |
|     | Đặc biệt | 24     | 24     | Tháng 10 năm 2016    | 2022                 |

Bốn phần đã được sản xuất với 52 tập. Ngoài ra còn có một tập chưa phát hành mang tên "The See-Saw". Tập này chỉ được phát hành dưới dạng phiên bản đặc biệt của "El Show de Pocoyo" trên DVD trong năm 2009.
Phần 3 được gọi là Let's Go Pocoyo, với các tập có nhiều phân đoạn khác nhau. Phần đầu tiên bao gồm một phần liên quan đến câu chuyện và phần thứ hai liên quan đến những nội dung như đếm, tập thể dục và tìm hiểu về các hình dạng. Cuối cùng có một MV tóm tắt lại câu chuyện.
Phần 4 bao gồm các tập tương tự trong hai loạt phim đầu tiên, nhưng giờ đây có ít sự tham gia của khán giả hơn từ người kể chuyện và giới thiệu một nhân vật con người khác là Nina và người bạn Robot của cô là Roberto làm nhân vật chính. Ban đầu làm YouTube, nửa đầu đã sản xuất 26 tập và đã thành công. Vì thành công của nó, nửa sau với 26 tập được sản xuất độc quyền trên kênh thiếu nhi Tây Ban Nha Clan TVE, ABC Kids tại Úc và độc quyền tại trò chơi Pocoyo Party dành cho PlayStation 4 và Nintendo Switch.
Kể từ năm 2016, hàng năm có các tập đặc biệt liên quan đến các ngày lễ và một số ít liên quan đến thể thao. Tiếp nối thành công của phần 4, có những tập được sản xuất dưới dạng loạt phim trên web và cả hai loạt phim đều được phát trực tuyến độc quyền trên YouTube. Trong "A Very Special Guest", Tập đặc biệt Giáng sinh năm 2019, Yanko, một người tuyết khổng lồ được giới thiệu là nhân vật chính.
Phần 5 sẽ phát sóng vào năm 2024.

### Thử nghiệm (2002 - 2005)
1. Tập thử nghiệm (MIPCOM 2002) — Pocoyo và Ducky (Pato) đi thuyền tìm cá. Lưu ý: Nó không được công bố rộng rãi cho đến ngày 15 tháng 7 năm 2006 và các nhân vật duy nhất được giới thiệu là Pocoyo và Pato (Tên ban đầu là "Ducky").
2. The See-Saw (tập thử nghiệm thứ hai) (2005) - Pocoyo và Pato tìm hiểu cách hoạt động của bập bênh với sự giúp đỡ của người bạn Elly.  (Các nhân vật đã có ngoại hình bình thường)

### Phần 1:Pocoyo(2005)
| TT. tổng thể | TT. trong loạt phim | Tiêu đề                              | Biên kịch        | Ngày phát sóng gốc   |
| --- | ------------------- | ------------------------------------ | ---------------- | -------------------- |
| 1 | 1                   | "Umbrella Umbrella"                  | Andy Yerkes      | 10 tháng 5 năm 2005  |
| Pocoyo và những người bạn của cậu ấy cố gắng tìm ra cách sử dụng ô. |                     |                                      |                  |                      |
| 2 | 2                   | "Drum Roll Please"                   | Claudia Silver   | 13 tháng 5 năm 2005  |
| Pocoyo và những người bạn cố gắng thành lập ban nhạc của mình sau khi nghe Ball Orchestra trình diễn. |                     |                                      |                  |                      |
| 3 | 3                   | "Swept Away"                         | P. Kevin Strader | 16 tháng 5 năm 2005  |
| Pocoyo phải dọn dẹp các khối gỗ của mình trước khi Elly đến chơi, nhưng khi tìm thấy một cây chổi, cậu dùng nó để làm bất cứ việc gì ngoại trừ việc dọn dẹp các khối gỗ.                                                                                |                     |                                      |                  |                      |
| 4 | 4                   | "Who's on the Phone?"                | Pippin Parker    | 19 tháng 5 năm 2005  |
| Pocoyo tìm thấy một chiếc điện thoại bàn và cố gắng tìm hiểu xem nó dùng để làm gì. |                     |                                      |                  |                      |
| 5 | 5                   | "Fetch Loula Fetch!"                 | P. Kevin Strader | 22 tháng 5 năm 2005  |
| Pocoyo và Loula đang đi đến bãi biển nhưng liên tục bị mất bóng. |                     |                                      |                  |                      |
| 6 | 6                   | "A Little Cloud"                     | Andy Yerkes      | 25 tháng 5 năm 2005  |
| Theo sau Pocoyo là một đám mây nhỏ cô đơn muốn chơi cùng cậu. |                     |                                      |                  |                      |
| 7 | 7                   | "A Present for Elly"                 | Susan Kim        | 28 tháng 5 năm 2005  |
| Hôm nay là sinh nhật của Elly và Pocoyo tặng quà cho cô. |                     |                                      |                  |                      |
| 8 | 8                   | "Pocoyo Dance"                       | Susan Kim        | 31 tháng 5 năm 2005  |
| Pocoyo và Pato tìm thấy một chiếc đài cassette, nhưng Pocoyo gặp chút khó khăn khi khiêu vũ. |                     |                                      |                  |                      |
| 9 | 9                   | "The Big Sneeze"                     | Claudia Silver   | 3 tháng 6 năm 2005   |
| Elly bị cảm lạnh và những cái hắt hơi của cô liên tục làm đổ tòa tháp xây bằng khối gỗ của Pocoyo. |                     |                                      |                  |                      |
| 10 | 10                  | "A Mystery Most Puzzling"            | Pippin Parker    | 6 tháng 6 năm 2005   |
| Pocoyo phải lần theo manh mối trong một loạt bức ảnh để tìm ra ai đã lấy chiếc máy ảnh. |                     |                                      |                  |                      |
| 11 | 11                  | "Hush"                               | Andy Yerkes      | 9 tháng 6 năm 2005   |
| Pocoyo tìm thấy một con bướm nhưng mỗi lần cậu chào nó, nó lại bay đi. |                     |                                      |                  |                      |
| 12 | 12                  | "Double Bubble"                      | Michele F. Cavin | 12 tháng 6 năm 2005  |
| Pocoyo thích thổi bong bóng cho Loula nhưng Elly cũng muốn chơi một lượt. |                     |                                      |                  |                      |
| 13 | 13                  | "Key to it All"                      | David Ingham     | 15 tháng 6 năm 2005  |
| Pocoyo tìm thấy chiếc chìa khóa và mời Pato và Elly cùng tham gia săn tìm kho báu. |                     |                                      |                  |                      |
| 14 | 14                  | "Keep going Pocoyo!"                 | David Ingham     | 18 tháng 6 năm 2005  |
| Pato và Elly đang nhảy dây và Pocoyo cũng muốn tham gia nhưng không thể thực hiện được. |                     |                                      |                  |                      |
| 15 | 15                  | "Sleepy Bird's Surprise"             | P. Kevin Strader | 21 tháng 6 năm 2005  |
| Sleepy Bird's egg runs away and Pocoyo and Pato need to get it back to her nest just in time for it to hatch. |                     |                                      |                  |                      |
| 16 | 16                  | "Where's Pocoyo?"                    | Susan Kim        | 24 tháng 6 năm 2005  |
| Pocoyo chơi trốn tìm với Người kể chuyện. |                     |                                      |                  |                      |
| 17 | 17                  | "Drummer Boy"                        | Claudia Silver   | 27 tháng 6 năm 2005  |
| Pocoyo muốn đánh trống nhưng bạn bè không muốn tham gia cùng cậu. |                     |                                      |                  |                      |
| 18 | 18                  | "The Great Race"                     | Annie Evans      | 30 tháng 6 năm 2005  |
| Elly và Pocoyo tham gia một giải đua xe. |                     |                                      |                  |                      |
| 19 | 19                  | "Don't Touch"                        | Pippin Parker    | 8 tháng 8 năm 2005   |
| Pocoyo được giao nhiệm vụ bảo vệ lâu đài xây bằng khối gỗ của Elly. |                     |                                      |                  |                      |
| 20 | 20                  | "Mystery Footprints"                 | Susan Kim        | 11 tháng 8 năm 2005  |
| Pocoyo và những người bạn lần theo những dấu chân bí ẩn. |                     |                                      |                  |                      |
| 21 | 21                  | "Magical Watering Can"               | Michele F. Cavin | 14 tháng 8 năm 2005  |
| Pocoyo cần nước để Musical Flower có thể nhảy múa trở lại. |                     |                                      |                  |                      |
| 22 | 22                  | "Table for Fun"                      | Pippin Parker    | 17 tháng 8 năm 2005  |
| Pocoyo và Elly chơi trò quản lý và kinh doanh nhà hàng, nhưng vị khách bất đắc dĩ của họ là Pato, không hiểu rằng đó chỉ là một trò chơi. |                     |                                      |                  |                      |
| 23 | 23                  | "Twinkle Twinkle"                    | Susan Kim        | 20 tháng 8 năm 2005  |
| A star falls from the night sky. Elly wants to keep it but Pocoyo wants to put it back in the sky. |                     |                                      |                  |                      |
| 24 | 24                  | "Hiccup"                             | Annie Evans      | 23 tháng 8 năm 2005  |
| Pato bị nấc cụt và bạn bè cố gắng giúp anh thoát khỏi chúng. |                     |                                      |                  |                      |
| 25 | 25                  | "Pato's Postal Service"              | P. Kevin Strader | 26 tháng 8 năm 2005  |
| Pocoyo muốn gửi một lá thư nên Pato trở thành người đưa thư trong ngày. |                     |                                      |                  |                      |
| 26 | 26                  | "Puppy Love"                         | Claudia Silver   | 29 tháng 8 năm 2005  |
| Pocoyo bỏ mặc Loula khi cậu tìm thấy một chú chó đồ chơi mới để chơi cùng. |                     |                                      |                  |                      |
| 27 | 27                  | "Bat and Ball"                       | Rebecca Chace    | 2 tháng 9 năm 2005   |
| Pocoyo, Elly và Pato chơi trò Bat and Ball với Bạch Tuộc. Pocoyo muốn đi trước nhưng Pocoyo tức giận vì Pato và Elly được đi trước cậu. |                     |                                      |                  |                      |
| 28 | 28                  | "Elly Spots"                         | Chris Hoey       | 5 tháng 9 năm 2005   |
| Elly bị bệnh đốm voi nên Pocoyo và Pato phải hủy bỏ chuyến dã ngoại để chăm sóc cô. |                     |                                      |                  |                      |
| 29 | 29                  | "Up Up and Away"                     | Jeff Kindley     | 6 tháng 9 năm 2005   |
| Pocoyo và những người bạn của mình thực hiện chuyến phiêu lưu ngoài không gian để lấy lại chiếc máy bay đồ chơi của mình sau khi Elly vô tình ném nó ra ngoài không gian.                                                                               |                     |                                      |                  |                      |
| 30 | 30                  | "A Surprise for Pocoyo"              | Pippin Parker    | 11 tháng 9 năm 2005  |
| Pato, Elly, Loula và Sleepy Bird đang chuẩn bị một bữa tiệc bất ngờ cho Pocoyo nhưng họ cần Người kể chuyện để đánh lạc hướng Pocoyo nếu không điều đó sẽ phá hỏng sự ngạc nhiên nếu cậu phát hiện ra.                                                  |                     |                                      |                  |                      |
| 31 | 31                  | "Having a Ball"                      | Claudia Silver   | 14 tháng 9 năm 2005  |
| Baby Bird muốn chơi bóng với Pocoyo và Pato nhưng họ nói cậu quá nhỏ. Vì vậy, cậu liền đánh cắp quả bóng của họ và mang nó ra ngoài vũ trụ. |                     |                                      |                  |                      |
| 32 | 32                  | "Super Pocoyo"                       | Jeff Kindley     | 15 tháng 9 năm 2005  |
| 33 | 33                  | "Let's Go Camping!"                  | Pippin Parker    | 19 tháng 9 năm 2005  |
| Pocoyo và những người bạn của cậu đang đi cắm trại nhưng đồ dùng của họ quá nhiều để Vamoosh mang theo. |                     |                                      |                  |                      |
| 34 | 34                  | "Pocoyo, Pocoyo"                     | James Ponti      | 22 tháng 9 năm 2005  |
| Pocoyo không thể tìm thấy bạn bè của mình, nhưng cậu đã tìm được một người bạn mới: tiếng vang của chính mình. |                     |                                      |                  |                      |
| 35 | 35                  | "Elly's Big Chase"                   | Susan Kim        | 25 tháng 9 năm 2005  |
| Pocoyo và Pato muốn cho Elly xem những quả bóng bay mới của họ nhưng Elly đang ngủ. Khi Elly trôi đi vì họ, họ phải cứu Elly trước khi cô tỉnh dậy. |                     |                                      |                  |                      |
| 36 | 36                  | "Pocoyo Gets it Right"               | David Ingham     | 28 tháng 9 năm 2005  |
| Pocoyo muốn chơi golf với Elly nhưng cậu không muốn cô giúp đỡ. Tuy nhiên, nếu không có sự giúp đỡ của Elly, cậu không thể đánh quả bóng golf vào lỗ.                                                                                                   |                     |                                      |                  |                      |
| 37 | 37                  | "Juggling Balls"                     | Rebecca Chace    | 1 tháng 10 năm 2005  |
| Pocoyo muốn tung hứng như Elly và Bạch Tuộc nhưng cậu không giỏi lắm nên bạn bè sử dụng cậu như một quả bóng trong màn biểu diễn của họ để cổ vũ Pocoyo.                                                                                                |                     |                                      |                  |                      |
| 38 | 38                  | "Fussy Duck"                         | Andy Yerkes      | 4 tháng 10 năm 2005  |
| Pato muốn giữ mình sạch sẽ sau bốn lần tắm, nhưng sự sạch sẽ của anh không sánh được với hành động bừa bộn của bạn bè. |                     |                                      |                  |                      |
| 39 | 39                  | "A Dog's Life"                       | Pippin Parker    | 7 tháng 10 năm 2005  |
| Pocoyo giả làm vịt, voi và chó như những người bạn của mình nhưng cuối cùng cậu sớm học được cách hạnh phúc với chính mình. |                     |                                      |                  |                      |
| 40 | 40                  | "Pocoyolympics"                      | Susan Kim        | 10 tháng 10 năm 2005 |
| Pocoyo, Pato và Elly đang thi đấu trong phiên bản Thế vận hội của riêng họ nhưng Pocoyo rất buồn khi Pato và Elly giành chiến thắng trong hai sự kiện đầu tiên.                                                                                         |                     |                                      |                  |                      |
| 41 | 41                  | "Picture This"                       | David Ingham     | 13 tháng 10 năm 2005 |
| Pocoyo đang vẽ những bức tranh về những chú cá phi thường đang bay hoặc đung đưa trên cây, nhưng bạn bè của cậu cho rằng chúng thật ngớ ngẩn và không thích chúng.                                                                                      |                     |                                      |                  |                      |
| 42 | 42                  | "Whale's Birthday"                   | Claudia Silver   | 16 tháng 10 năm 2005 |
| Pocoyo và những người bạn của anh ấy tặng quà cho Cá voi vào ngày sinh nhật của cô nhưng cuối cùng chúng lại bị cá bật ra, ăn thịt hoặc bị nước phá hủy.                                                                                                |                     |                                      |                  |                      |
| 43 | 43                  | "Pocoyo's Little Friend"             | P. Kevin Strader | 19 tháng 10 năm 2005 |
| Pocoyo tìm thấy một con sâu bướm nhỏ và cho nó ăn rất nhiều thức ăn. |                     |                                      |                  |                      |
| 44 | 44                  | "Colour My World"                    | Rebecca Chace    | 22 tháng 10 năm 2005 |
| Pocoyo tìm thấy một món đồ chơi mới, một chiếc điều khiển từ xa có thể thay đổi màu sắc của những thứ xung quanh cậu. Thật là vui cho đến khi cậu liên tục thay đổi màu sắc của bạn bè. Vì vậy, cậu phải đưa mọi thứ trở lại như cũ.                    |                     |                                      |                  |                      |
| 45 | 45                  | "Bedtime"                            | Claudia Silver   | 25 tháng 10 năm 2005 |
| Đã đến giờ Pocoyo và Pato đi ngủ nhưng Pocoyo không thấy mệt và muốn thức tiếp để chơi nhưng Pato lại không chịu đi ngủ. |                     |                                      |                  |                      |
| 46 | 46                  | "A Little Something Between Friends" | Pippin Parker    | 28 tháng 10 năm 2005 |
| Pocoyo và Pato mâu thuẫn với nhau, không chịu làm lành và xây dựng bức tường chia cách nhau. Vì vậy, Elly phải khiến họ trở lại làm bạn với nhau. |                     |                                      |                  |                      |
| 47 | 47                  | "Giggle Bug"                         | Susan Kim        | 3 tháng 11 năm 2005  |
| Pocoyo và những người bạn của cậu ấy đang có tâm trạng tồi tệ nên Bạch Tuộc quyết định làm cho họ vui vẻ trở lại. |                     |                                      |                  |                      |
| 48 | 48                  | "What's in the Box?"                 | David Ingham     | 6 tháng 11 năm 2005  |
| Pocoyo đang chơi với một chiếc hộp nhưng cậu không thấy Loula đang đi vào đó. |                     |                                      |                  |                      |
| 49 | 49                  | "Musical Blocks"                     | P. Kevin Strader | 9 tháng 11 năm 2005  |
| Pocoyo và Pato tìm thấy một số khối có thể cảm nhận được nhiều loại nhạc khác nhau. |                     |                                      |                  |                      |
| 50 | 50                  | "Paint Me a Picture!"                | Rebecca Chace    | 12 tháng 11 năm 2005 |
| Pocoyo đang vẽ tranh cho những người bạn của mình nhưng cậu không thể giữ họ đứng yên để vẽ. |                     |                                      |                  |                      |
| 51 | 51                  | "Elly's Doll"                        | Jeff Kindley     | 15 tháng 11 năm 2005 |
| Pocoyo vô tình làm hư hỏng búp bê của Elly nhưng cậu không muốn nói cho Elly biết nên đã giả làm búp bê của cô. |                     |                                      |                  |                      |
| 52 | 52                  | "Wackily Ever After"                 | James Ponti      | 18 tháng 11 năm 2005 |
| Pocoyo và những người bạn của anh ấy diễn xuất trong một câu chuyện cổ tích nhưng cuối cùng lại hành động như chính họ bình thường Lưu ý: Đây là tập cuối cùng có sự góp mặt của Alex Marty lồng tiếng Pocoyo và được sản xuất bởi Cosgrove Hall Films. |                     |                                      |                  |                      |

### Phần 2:Pocoyo(2006–2007)
1. Mr. Big Duck (7 tháng 8 năm 2006) – Pato tìm thấy một cặp kính râm và muốn được gọi là Mr. Big Duck (Ông Vịt Lớn). Pocoyo và Baby Bird cũng muốn tham gia cùng anh nhưng chẳng bao lâu sau Elly lại muốn họ đến chơi những trò mà họ thường chơi. Lưu ý: Đây là tập đầu tiên có sự tham gia của Montana Smedley lồng tiếng Pocoyo.
2. Guess What? (10 tháng 8 năm 2006) – Khán giả cố gắng đoán xem Pocoyo đang giấu đồ vật gì.
3. All for One (13 tháng 8 năm 2006) – Pocoyo muốn chơi với bạn bè nhưng họ lại thích bay trên không hơn. Pocoyo cũng muốn bay nhưng không thể.
4. Band of Friends (16 tháng 8 năm 2006) – Pocoyo tìm thấy một khối màu đỏ tạo ra âm nhạc và nó mời những người bạn cùng hình của mình tham gia.
5. Upside Down (20 tháng 8 năm 2006) – Pato bị mắc kẹt trên trần nhà. Vì vậy, bạn bè của anh đã cổ vũ Pato khi họ không thể khiến anh thất vọng.
6. Mad Mix Machine (23 tháng 8 năm 2006) – Pocoyo lấy đồ của bạn bè mà không hỏi ý kiến và trộn chúng với những đồ vật khác.
7. The Messy Guest (26 tháng 8 năm 2006) – Bạn bè của Pocoyo rất buồn vì cậu và Baby Bird đã gây ra rắc rối. Vì vậy Pocoyo và Baby Bird phải đền bù bằng cách dọn dẹp chúng.
8. New on the Planet (29 tháng 8 năm 2006) – Một người ngoài hành tinh nhỏ màu xanh lục đến thăm thế giới của Pocoyo.
9. Pocoyo's Present (1 tháng 9 năm 2006) – Elly cố gắng thuyết phục Pocoyo mở quà cho cô.
10. Elly's Ballet Class (4 tháng 9 năm 2006) – Elly được Pocoyo, Pato, Baby Bird và Sâu Bướm đóng vai chính trong lớp múa ba lê của mình, nhưng cô quá hách dịch.
11. Pocoyo's Balloon (7 tháng 9 năm 2006) – Pocoyo có một quả bóng bay nhưng cậu đã đánh mất nó. Pato và Elly cố gắng hết sức để chơi với cậu, nhưng Pocoyo chỉ muốn quả bóng bay bị mất của mình.
12. Who's Calling Me Now? (10 tháng 9 năm 2006) – Pocoyo, Pato, Elly và Loula đang có khoảng thời gian vui vẻ với những tiếng huýt sáo khác nhau, nhưng họ vô tình làm Baby Bird khó chịu.
13. Big Scary Slide (13 tháng 9 năm 2006) – Pocoyo cố gắng vượt qua nỗi sợ hãi khi trượt xuống một cầu trượt khổng lồ với sự giúp đỡ của Elly, người cũng giả vờ sợ hãi để đưa Pocoyo đi xuống cầu trượt.
14. Elly's Shoes (16 tháng 9 năm 2006) – Elly được tặng một đôi giày cao gót mới và không chịu cởi chúng ra, ngay cả khi chúng làm cô đau chân.
15. Duck Stuck (19 tháng 9 năm 2006) – Pato đi vào những cánh cửa khác nhau nhưng khi anh bị mắc kẹt trong một cánh cửa, Pocoyo phải giải cứu anh.
16. Scary Noises (22 tháng 9 năm 2006) – Pato sợ hãi người ngoài hành tinh màu cam sau khi phần đuôi của Vamoosh vỡ ra và đáp xuống một hành tinh.
17. Not in my Backyard! (25 tháng 9 năm 2006) – Mọi người đang xả rác khắp thế giới của Pocoyo với một thùng rác lớn, nhưng Pocoyo có kế hoạch tận dụng hiệu quả.
18. Vamoosh on the Loosh (28 tháng 9 năm 2006) – Baby Bird muốn Pocoyo dạy cậu lái Vamoosh và Pocoyo đã hứa điều đó. Nhưng ngay sau đó, Pocoyo đã thất hứa với chú, nên Baby Bird đã có một chuyến đi vui vẻ trên chiếc Vamoosh sau khi chờ đợi quá lâu.
19. Detective Pocoyo (5 tháng 10 năm 2006) – Con búp bê của Elly bị mất tích trong chuyến dã ngoại của cô và Thám tử Pocoyo đã giúp cô tìm thấy nó. Họ thẩm vấn bạn bè của mình như những kẻ tình nghi nhưng không ai trong số họ có con búp bê.
20. Scooter Madness (8 tháng 10 năm 2006) – Pato làm gãy chiếc xe trượt scooter của Elly sau khi làm quá nhiều trò với nó sau khi quên mất đó là chiếc xe trượt scooter của ai.
21. Lost in Space (11 tháng 10 năm 2006) – Người ngoài hành tinh nhỏ màu xanh lục và Pocoyo bị lạc trên hành tinh quê hương của người ngoài hành tinh.
22. Boo! (14 tháng 10 năm 2006) – Pocoyo quyết định dọa bạn bè của mình. Người sợ hãi là Pato.
23. Party Pooper (17 tháng 10 năm 2006) – Pocoyo chỉ muốn bạn bè chơi theo cách của mình trong bữa tiệc.
24. My Pato! (20 tháng 10 năm 2006) – Elly và Pocoyo cãi nhau về việc ai sẽ chơi với Pato vào ngày sinh nhật của Pato khiến anh phải bỏ nhà đi.
25. Baby Bird Bother (23 tháng 10 năm 2006) – Baby Bird bắt đầu đi theo Pocoyo xung quanh.  Nhưng mọi chuyện nhanh chóng trở nên khó chịu khi Baby Bird không thể ngừng làm phiền Pocoyo nên Pocoyo đã hét lớn với nó rằng hãy đi đi, điều này khiến Pocoyo ngay lập tức hối hận.
26. Dirty Dog (26 tháng 10 năm 2006) – Loula bị vấy bẩn và Pocoyo, Pato và Elly cố gắng làm sạch cho Loula. Nhưng Loula quá nhanh và quá thông minh để họ có thể bắt kịp cô.
27. The Seed (17 tháng 2 năm 2007) – Pocoyo chăm sóc một hạt giống. Nhưng Sleepy Bird, Loula và Pato nhầm nó với một bữa ăn nhẹ, một quả bóng và một quả trứng. Vì vậy Pocoyo phải xua đuổi chúng mỗi khi chúng định ăn trộm hạt giống của cậu.
28. Runaway Hat (20 tháng 2 năm 2007) – Mũ của Pato đã bị gió thổi bay và anh quyết định trốn tránh bạn bè để không bị lộ cái đầu hói của mình.
29. Invisible Pocoyo (23 tháng 2 năm 2007) – Pocoyo trở nên vô hình nhờ một thiết bị. Cậu muốn khoe với bạn bè nhưng họ đang bận. Vì vậy, Pocoyo chơi khăm họ bằng thiết bị vô hình.
30. Noise To My Ears (26 tháng 2 năm 2007) – Pato muốn chợp mắt mà ngủ nhưng tiếng ồn ào của bạn bè khiến anh tỉnh giấc.
31. Baby Bird Sitting (2 tháng 3 năm 2007) – Pato cố gắng trông nom cho Baby Bird, nhưng những trò hề ồn ào và lộn xộn của Baby Bird và Sâu Bướm khiến cậu phát điên nên Pocoyo đã giúp đỡ.
32. Everyone's Present (5 tháng 3 năm 2007) – Pocoyo, Pato và Elly mỗi người nhận quà.
33. Magic Act (8 tháng 3 năm 2007) – Pocoyo cố gắng làm những trò ảo thuật.
34. Picnic Puzzle (11 tháng 3 năm 2007) – Thức ăn biến mất một cách bí ẩn, Pocoyo và Elly cho rằng thủ phạm là Pato.
35. Pocoyo's Puppet Show (14 tháng 3 năm 2007) – Pocoyo cố gắng diễn một màn múa rối.
36. Pato's Egg (17 tháng 3 năm 2007) – Pato tìm thấy một quả trứng. Và khi nó nở ra, anh trở thành bố của một con nhện con mà Pocoyo và Elly rất sợ hãi.
37. Dance Off! (20 tháng 3 năm 2007) – Pocoyo và Pato cố gắng cạnh tranh với nhau trong một cuộc thi vũ đạo và Elly phải nhờ vào những bước nhảy của mình để giữ cho mọi việc không vượt quá tầm kiểm soát.
38. Get Lost Loula (23 tháng 3 năm 2007) – Sau khi Loula tìm thấy mọi người đang trốn tìm và cô nhận được tín dụng thay vì Pocoyo, cậu ném một quả bóng ra rất xa để khiến Loula bỏ đi, bạn bè của cậu tức giận với Pocoyo nên cậu buộc phải đi tìm Loula.
39. Sneaky Shoes (26 tháng 3 năm 2007) – Pato tìm thấy một đôi giày giúp chạy nhanh hơn, nhưng ít ai biết rằng đôi giày dường như có ý thức riêng, đặc biệt là khi Elly phát hiện ra tiếng kêu vo vo trên giày và khi chúng mất kiểm soát khi anh cố gắng chạy đưa họ ra.
40. Shutterbug (29 tháng 3 năm 2007) – Pato không hài lòng với một số bức ảnh của bạn bè.
41. Angry Alien (3 tháng 4 năm 2007) – Một người ngoài hành tinh độc ác cố gắng chiếm lấy nhưng không thành công vì anh ta quá nhỏ bé và mọi thứ trong thế giới của Pocoyo đều quá lớn.
42. Pato Underwater (6 tháng 4 năm 2007) – Pato quyết định gặp bạn mình là Bạch Tuộc và Cá Voi, nhưng phát hiện ra đồ chơi của mình không hoạt động được dưới nước.
43. Pato's Paintings (9 tháng 4 năm 2007) – Pocoyo cố gắng khơi dậy niềm đam mê hội họa của Pato.
44. Monster Mystery (12 tháng 4 năm 2007) – Pocoyo muốn hù dọa bạn bè bằng chiếc mặt nạ quái vật nhưng điều đó lại phản tác dụng.
45. Poczilla (15 tháng 4 năm 2007) – Pocoyo và Pato giả làm quái vật mà không nhận ra rằng chúng đang khiến những người dân nhỏ bé trong thành phố sợ hãi.
46. Elly on Ice (18 tháng 4 năm 2007) – Pocoyo và Pato đang trượt băng vui vẻ và Elly muốn tham gia trong khi cố gắng không trượt trên băng.
47. Farewell Friends (21 tháng 4 năm 2007) Pato đang rời đi.
48. Double Trouble (24 tháng 4 năm 2007) – Pato tạo một bản sao của chính mình để có thể chơi bập bênh khi Pocoyo muốn chơi đuổi bắt với anh nhưng anh không muốn.
49. Horse! (27 tháng 4 năm 2007) – Pocoyo mất bình tĩnh khi bạn bè không cho cậu một con ngựa thật.
50. Elly's Tea Party (30 tháng 4 năm 2007) – Elly mời Pocoyo, Pato và Baby Bird đến dự tiệc trà nhưng tính hách dịch của Elly gần như phá hỏng bữa tiệc.
51. Talent Show (3 tháng 5 năm 2007) – Pocoyo và những người bạn của cậu tham gia một buổi biểu diễn tài năng, nhưng Sâu Bướm quá lo lắng để đến lượt mình.
52. Remember When... (6 May 2007) – Một tập clip trong đó Pocoyo và các bạn xem phim tại nhà.  Nhưng họ tranh nhau những clip mà người này thấy buồn cười nhưng lại khiến người khác khó chịu. Lưu ý: Đây là tập cuối cùng có sự tham gia của Montana Smedley lồng tiếng Pocoyo và Stephen Fry lồng tiếng Người kể chuyện và được sản xuất bởi Granada Kids.

### Phần 3:Let's Go Pocoyo(2010)
1. Pocoyo's Band (3 tháng 7 năm 2010) – Pocoyo tìm thấy một chiếc hộp đựng nhạc cụ. Cậu học cách sử dụng chúng và kêu gọi bạn bè của mình thành lập một ban nhạc rock. Nỗ lực đầu tiên là một thảm họa, nhưng cuối cùng, họ học cách chơi theo thứ tự và tạo ra những bản nhạc hay. Lưu ý: Đây là tập đầu tiên có Isabella Foy lồng tiếng Pocoyo và Stephen Hughes lồng tiếng Người kể chuyện.
2. Picnic (5 tháng 7 năm 2010) – Pocoyo, Pato và Elly đi dã ngoại. Đột nhiên những chiếc bánh sandwich trong giỏ bắt đầu tự di chuyển và bỏ chạy. Bộ ba đuổi theo họ khắp hiện trường cho đến khi bắt được. Cuối cùng, Pocoyo dùng kính lúp của mình phát hiện ra rằng chính lũ kiến đang cố lấy những chiếc bánh mì sandwich và mời chúng đi dã ngoại cùng chúng.
3. Pato's Shower (8 tháng 7 năm 2010) – Pato chuẩn bị sẵn khăn tắm, xà phòng và lược để đi tắm thì điện thoại đổ chuông. Anh đi trả lời và khi quay lại, anh ta nhận ra rằng mọi thứ của mình đã biến mất. Pato quyết định xác định vị trí của chúng và phát hiện ra rằng bạn bè của mình đang chơi với chúng. Cuối cùng, Pocoyo và Elly nhận ra rằng việc lấy đồ của họ mà không được phép là không đúng và họ đã giúp Pato biến buổi tắm vòi sen của anh ấy thành một kỷ niệm khó quên.
4. The Garden (10 tháng 7 năm 2010) – Pato đang chăm sóc khu vườn của mình thì Pocoyo đến.  Cậu cũng muốn trồng một cái cây. Pato cho Pocoyo mượn một cuốn sách học làm vườn để cậu có thể làm theo các bước. Pocoyo phớt lờ cuốn sách nên chỉ trồng được một loại cây lố bịch.
5. Pato the Postman (13 tháng 7 năm 2010) – Pocoyo viết thư cho Elly nhưng cậu cần người đưa thư. May mắn thay, Pato đã sẵn sàng chuyển thư. Tuy nhiên, tình thế trở nên quá sức chịu đựng của Pato. Bạn bè của Pocoyo nhận ra điều đó, đã yêu cầu cậu giao hàng lần cuối, dẫn đến một bữa tiệc bất ngờ mà tất cả họ cùng nhau thưởng thức.
6. Colours (15 tháng 7 năm 2010) – Pocoyo đang xây dựng một tòa tháp bằng các khối gỗ màu.  Đột nhiên cậu tìm thấy một khối lập phương màu đỏ biết nói. Khối màu đỏ có một người bạn màu vàng, một người bạn màu xanh lam và một người bạn màu xanh lục. Pocoyo đi tìm Pato để cậu có thể nhìn thấy họ, nhưng khi Pato đến, các "toridoris" đã ngụy trang bằng các khối gỗ trên tòa tháp. Pocoyo tìm thấy họ với sự giúp đỡ của bọn trẻ và quay lại tìm Pato.
7. Ready, Steady, Go! (18 tháng 7 năm 2010) – Pocoyo, Pato và Elly thách đấu nhau trong một giải đua xe. Mọi thứ bắt đầu rất tốt đẹp, nhưng mọi thứ trở nên phức tạp khi mọi người bắt đầu gian lận để giành được vị trí đầu tiên. Sau nhiều cuộc phiêu lưu khác nhau, họ học được rằng chiến thắng không phải là điều quan trọng nhất: điều quan trọng là phải vui vẻ.
8. Camping (20 tháng 7 năm 2010) – Pocoyo, Pato và Elly chuẩn bị đi cắm trại. Khi trời tối, họ chơi trò hù dọa nhau, nhưng những gì bắt đầu như một trò chơi trở nên phức tạp khi họ đi ngủ: mọi người đều sợ hãi trước một tiếng động bí ẩn. Sáng hôm sau, họ phát hiện ra rằng tiếng động kinh hoàng đó chỉ đơn giản là tiếng ngáy ngủ của Sleepy Bird.
9. Space Mission (23 tháng 7 năm 2010) – Pocoyo và Pato đang chơi với người bạn Green Alien của họ. Họ chế tạo một tên lửa bằng các hộp và thích thú giả vờ bay qua không gian giữa các hành tinh và các ngôi sao. Khi nhiệm vụ đang ở đỉnh cao, cha mẹ của Green Alien đến và nhắc nhở anh rằng họ phải về nhà.
10. Travel with Pato (25 tháng 7 năm 2010) – Pato chuẩn bị đi du lịch nhưng nhận ra mình đã quên vali. Anh gọi cho Pocoyo và Elly và yêu cầu họ đưa anh đến sân bay càng nhanh càng tốt. Họ bắt xe buýt và cố gắng đến sân bay trước khi chuyến bay của Pato cất cánh.
11. Playtime (28 tháng 7 năm 2010) – Pocoyo xuất hiện với một chiếc hộp chứa đầy đồ chơi: khối gỗ xây dựng, tranh ghép hình và quả bóng. Bạn bè muốn chơi cùng cậu nhưng Pocoyo không cho họ chơi vì cậu thích chơi một mình. Cuối cùng, Pocoyo nhận ra rằng cậu thích chơi với bạn bè hơn và một lần nữa xin họ tha thứ cho cậu và yêu cầu họ chơi cùng.
12. Tennis Everyone (30 tháng 7 năm 2010) – Những người bạn đã sẵn sàng để thưởng thức một trận đấu quần vợt. Pato là một nhà vô địch cừ khôi và dường như không ai có thể tranh cãi được sự vượt trội của anh trên đường đua. Khi Sâu Bướm đề nghị chơi cùng, mọi người đều cười nhạo cô quá nhỏ bé. Cuối cùng, Sâu Bướm cho họ thấy rằng kích thước không thành vấn đề.
13. Hide and Seek (2 tháng 8 năm 2010) – Pocoyo muốn chơi trốn tìm nhưng cậu không hiểu rõ luật chơi. Với sự giúp đỡ của bạn bè, cậu tìm hiểu được động lực và cuối cùng đã sẵn sàng tìm kiếm chúng. Cuối cùng khi Pocoyo tìm thấy họ, họ đã chuẩn bị một bữa tiệc bất ngờ mà tất cả cùng nhau thưởng thức.
14. Party Time (4 tháng 8 năm 2010) – Pocoyo, Pato và Elly đang chuẩn bị bữa tiệc sinh nhật.  Bạch tuộc Fred muốn giúp họ và Pocoyo nhờ anh thổi bong bóng. Fred tội nghiệp có một chút khó khăn nhưng cuối cùng, anh nhận được một bất ngờ thú vị: bữa tiệc họ chuẩn bị là dành cho anh!
15. Wheels (7 tháng 8 năm 2010) – Bạn bè của chúng ta đang đi dạo. Elly đi xe đạp, Pocoyo đi xe motor và Pato đi ván trượt. Sâu Bướm cũng muốn đi cùng họ nhưng xe của bạn bè quá lớn đối với cô. Nhờ có bạn bè nên cuối cùng Sâu Bướm đã có thể cưỡi được tất cả bọn họ.
16. Elly's Bath (9 tháng 8 năm 2010) – Pocoyo đi tìm Elly để chơi bóng nhưng Elly đang tắm.  Trong khi Pocoyo chờ đợi, Elly chơi với bong bóng trong bồn tắm và với chú vịt cao su của mình. Cuối cùng Elly cũng bước ra khỏi phòng tắm, nhưng Pocoyo không còn cảm thấy muốn chơi bóng nữa: cậu cũng muốn chơi trong phòng tắm!
17. The Amazing Tower (12 tháng 8 năm 2010) – Pato xây dựng một tòa tháp bằng các khối gỗ màu. Pocoyo cũng muốn chơi và Pato cho cậu ấy mượn một khối lập phương để cậu ấy có thể xây tháp của mình. Nhưng khi họ chạy hết, Pocoyo lấy các khối từ tháp của Pato, đánh sập nó.  Cả hai đánh nhau cho đến khi Pocoyo nảy ra một ý tưởng tuyệt vời: cùng nhau xây một tòa tháp.
18. Pocoyo's New Toys (14 tháng 8 năm 2010) – Pato, Elly và Sâu Bướm đang chơi với những đồ chơi mới của họ: vòng hula, một con diều và một sợi dây nhảy. Pocoyo cố gắng chơi nhưng cậu không biết chơi như thế nào. May mắn thay, những người bạn đã giúp đỡ cậu và Pocoyo học cách chơi với tất cả món đồ chơi.
19. Bathing Loula (17 tháng 8 năm 2010) – Loula đã rơi vào vũng nước và bây giờ Pocoyo và Elly phải tắm cho Loula. Nhưng Loula không thích tắm chút nào và cô bỏ đi hết lần này đến lần khác. Sau nhiều lần cố gắng, Loula đã rất sạch sẽ nhưng giờ lại có một người khác cần tắm.
20. Magic Fingers (19 tháng 8 năm 2010) – Pocoyo sẽ làm ảo thuật. Trước sự ngạc nhiên của bạn bè, cậu đã khiến các ngón tay của mình biến mất, sau đó là bàn tay và cuối cùng là bàn chân. Cuối cùng, Sâu Bướm phát hiện ra đó chỉ là một trò lừa.
21. Cooking With Elly (22 tháng 8 năm 2010) – Elly đang ở trong bếp. Cô đeo tạp dề vì vừa nướng một chiếc bánh sinh nhật cho Sâu Bướm. Đột nhiên Pocoyo và Pato xuất hiện và không biết làm thế nào mà chiếc bánh lại rơi xuống sàn. Ba người chuẩn bị một chiếc bánh khác và dọn bàn để gây bất ngờ cho Sâu Bướm. Cuối cùng, họ cũng nhận được một bất ngờ cho riêng mình.
22. Elly's Market (24 tháng 8 năm 2010) – Elly đã thành lập một khu chợ để chơi cùng bạn bè.  Cô có cam, táo và chuối. Pocoyo và Pato vui vẻ chơi với quầy bán trái cây và đập vỡ nó.  Họ phải sửa nó và đặt từng quả vào vị trí của nó.
23. Pato's Bedtime (27 tháng 8 năm 2010) – Pato đã sẵn sàng đi ngủ. Anh mặc bộ đồ ngủ và ôm con gấu bông của mình lên. Nhưng Pocoyo vẫn tiếp tục chơi và không cho anh ngủ. Cuối cùng thì Pocoyo cũng ngủ quên nhưng với con gấu bông của Pato!
24. A Hole in One (29 tháng 8 năm 2010) – Elly đang chơi gôn. Pocoyo cố gắng bắt chước cô nhưng vì không biết chơi nên đã gian lận để đánh bại Elly. Elly giận cậu nhưng cuối cùng, Elly dạy cho Pocoyo cách chơi công bằng mà không gian lận.
25. Pocoyo's Camera (3 tháng 9 năm 2010) – Pocoyo tìm thấy một chiếc máy ảnh và đi tìm bạn bè của mình để chụp ảnh cùng họ. Bạn bè của anh ấy rất ngạc nhiên và họ không thích thú với những bức ảnh họ đã chụp. Cuối cùng, tất cả họ cùng nhau chụp những bức ảnh vui vẻ hơn và có khoảng thời gian tuyệt vời.
26. Painting With Pocoyo (5 tháng 9 năm 2010) – Pocoyo và những người bạn của cậu ấy đang vẽ tĩnh vật về một loại trái cây. Pato đang vẽ bằng cọ, Elly vẽ bằng bút chì và Pocoyo vẽ bằng bút màu. Baby Bird được đặt trong tĩnh vật để bạn bè đưa cậu vào bức vẽ của họ.  Trong khi chờ đợi, Baby Bird ăn sạch trái cây, buộc họ phải bắt đầu lại. Cuối cùng, mọi người vẽ bức tranh tĩnh vật duy nhất còn sót lại: chính là nó.
27. Playing Dress Up (8 tháng 9 năm 2010) – Pocoyo, Elly và Pato đang chơi trò hóa trang.  Elly đi giày chấm bi, Pato đội mũ đỏ và thắt nơ, và Pocoyo mặc quần màu vàng. Sâu Bướm muốn chơi cùng họ, nhưng chẳng có thứ gì phù hợp với kích cỡ của cô cả. Với một chút trí tưởng tượng, Sâu Bướm có thể mặc trang phục của mình.
28. Magic Box (10 tháng 9 năm 2010) – Pocoyo có hai hộp ảo thuật. Cậu đặt một chiếc điện thoại vào một trong những chiếc hộp và đóng nó lại.  Chiếc điện thoại xuất hiện bên trong chiếc hộp kia, như thể có phép thuật. Cậu còn làm cho quả bóng của Pato biến mất để chơi khăm anh, nhưng Pato không thích thú. May mắn thay, quả bóng xuất hiện và cả hai cùng chơi với nhau.
29. Pocoyo's Restaurant (13 tháng 9 năm 2010) – Pocoyo và Elly đã thành lập một nhà hàng. Họ có tất cả mọi thứ: bàn, ghế, đĩa, ly, dao kéo, v.v. Vị khách đầu tiên của họ là Angry Alien.  Nhờ nỗ lực của họ, họ đã khiến anh phải rời đi trong hạnh phúc. Tuy nhiên, một điều bất ngờ thú vị đang chờ đợi họ.
30. Wake Up, Pocoyo! (15 tháng 9 năm 2010) – Ngày mới bắt đầu và Pato ra khỏi giường tràn đầy năng lượng, trong khi Pocoyo không thể thức dậy. Pato bế cậu ra khỏi giường và đưa cậu đi chơi nhưng Pocoyo vẫn còn ngủ. Từng chút một, cậu thức dậy, nhưng khi Pocoyo đang có khoảng thời gian vui vẻ nhất thì đó là lúc cậu lại đi ngủ.
31. Ahoy, Pocoyo! (18 tháng 9 năm 2010) – Pato và Pocoyo đóng vai hải tặc. Với sự trợ giúp của bản đồ và ống nhòm, họ tìm kiếm rương kho báu trên đảo, đồng thời tránh những con cá piranha đang đói bụng Baby Bird và Sâu Bướm trên đường đi.
32. Elly's Computer (20 tháng 9 năm 2010) – Elly đang chơi với máy tính, trong khi Pocoyo đợi chơi bóng với cô. Pocoyo nổi điên vì Elly không chơi với cậu, nhưng Elly đã phá đảo trò chơi điện tử của mình và cuối cùng họ có thể chơi bóng cùng nhau.
33. Going To The Beach (6 tháng 10 năm 2010) – Pocoyo và Pato nhận được một tấm bưu thiếp từ Elly, người đang đi nghỉ ở bãi biển. Không chịu thua kém, họ đã thiết lập bãi biển của mình. Được trang bị kính râm, xô và xẻng, họ xây dựng một lâu đài cát tráng lệ. Điều duy nhất còn thiếu là Elly quay lại và tất cả họ có thể cùng nhau tận hưởng bãi biển của mình.
34. Big & Small (8 tháng 10 năm 2010) – Pocoyo chơi với một chiếc điều khiển từ xa có thể biến mọi thứ lớn hay nhỏ: nó biến tòa tháp của Pato thành một tòa tháp nhỏ, và xương của Loula hoặc búp bê của Elly thành những đồ vật khổng lồ. Sau khi bạn bè nổi giận, Pocoyo trả mọi thứ về kích thước ban đầu.
35. Face Painting (11 tháng 10 năm 2010) – Pocoyo và Pato đang vẽ tranh và Elly muốn họ vẽ con búp bê mới của mình. Vì thế họ vẽ một bức tranh về mắt, một bức về mũi, một về miệng và hai bức về tai. Để Elly không tức giận, họ đã vẽ một bức tranh khổng lồ với tất cả các bộ phận của con búp bê.
36. Supermarket (13 tháng 10 năm 2010) – Pocoyo và Pato có một siêu thị. Elly gọi cho họ để yêu cầu một cái chai, Pocoyo bỏ vào giỏ và giao cho cô. Elly gọi lại yêu cầu một thùng carton, rồi một lon. Sau vài mệnh lệnh, Pocoyo và Pato đã kiệt sức. Cuối cùng, Elly viết cho họ một danh sách mua sắm để họ có thể bỏ mọi thứ vào giỏ hàng cùng một lúc.
37. Elly's Playhouse (16 tháng 10 năm 2010) – Elly có một ngôi nhà nhỏ. Nhưng khi Pocoyo và Pato chơi cùng cô thì ngôi nhà sụp đổ. Với sự giúp đỡ của Elly, họ đã tìm cách nâng nó lên trở lại, đặt mọi thứ vào đúng vị trí của nó.
38. Pocoyo's Puppet Theater (18 tháng 10 năm 2010) – Pocoyo tìm thấy một chiếc hộp chứa đầy những con rối. Elly giúp cậu xây một rạp hát nhỏ để cậu có thể vui chơi. Họ đã có các con rối và rạp hát có rèm nhưng vẫn thiếu vắng khán giả.
39. Up & Down (21 tháng 10 năm 2010) – Pocoyo đang dạy Baby Bird sự khác biệt giữa lên và xuống. Để làm điều này, họ phải ngồi trên bập bênh, nhưng Baby Bird không rõ lắm về điều gì lên và điều gì xuống. Họ leo lên đỉnh cầu trượt và nhảy xuống, nhưng Baby Bird vẫn nghi ngờ.  Cuối cùng, họ đi du ngoạn ở Vamoosh, nơi Baby Bird cuối cùng cũng hiểu ra.
40. Pocoyo's Breakfast (23 October 2010) – Đã đến giờ ăn sáng và Elly đã chuẩn bị nước cam, sữa và ngũ cốc cho Pocoyo. Nhưng Pocoyo thích xem bạn mình ăn gì cho bữa sáng hơn. Vì vậy, Cậu thấy Fred có tảo cho bữa sáng, hạt giống dành cho Baby Bird và đá hành tinh dành cho  Strange Alien. Cuối cùng, Pocoyo phát hiện ra bữa sáng của mình cũng không tệ đến thế!
41. Traffic Jam (26 tháng 10 năm 2010) – Pocoyo đang đóng vai cảnh sát giao thông. Với sự trợ giúp của đèn giao thông và còi, cậu cố gắng thuyết phục bạn bè tôn trọng tín hiệu và băng qua đường dành cho người đi bộ. Tuy nhiên, nó có vẻ không phải là một nhiệm vụ dễ dàng.
42. Pato's Living Room (28 tháng 10 năm 2010) – Phòng khách của Pato có ghế sofa, bàn, tivi và thảm. Pato đang chuẩn bị bình tĩnh xem tivi thì bị bạn bè đột nhập vào nhà. Nhưng Pato không cảm thấy thích bầu bạn và đuổi họ ra ngoài. Cuối cùng, anh cảm thấy tiếc khi phải bỏ họ ra ngoài và yêu cầu họ quay lại.
43. Cinema (5 tháng 11 năm 2010) – Pato sắp chiếu một bộ phim cho bạn bè, khán giả của anh. Pato cho họ xem màn hình, ghế ngồi và máy chiếu. Mọi chuyện bắt đầu tuyệt vời cho đến khi phim dừng lại và khán giả bật cười. Pato tức giận nhưng bạn bè đã mời anh ngồi cùng họ để thưởng thức buổi công chiếu.
44. Elly's New Doll (7 tháng 11 năm 2010) – Con búp bê mới của Elly có hai tay, hai chân và một đầu. Elly phải đi làm việc vặt và để Pocoyo và Pato trông coi con búp bê. Khi Elly quay lại, con búp bê của cô không còn như lúc đã để lại.
45. Circus (10 tháng 11 năm 2010) – Pocoyo, Pato và Elly đang dàn dựng một rạp xiếc với những tiết mục nhào lộn, tung hứng và chú hề. Lúc đầu, các nghệ sĩ phối hợp không tốt nhưng về cuối, các màn trình diễn rất hài hước và khán giả đã có những giây phút vui vẻ.
46. The Best Bedroom (12 tháng 11 năm 2010) – Phòng ngủ của Elly có một chiếc giường và một tủ đựng đầy quần áo, phòng của Pato có một chiếc bàn cạnh giường ngủ và một chiếc đèn, còn phòng của Pocoyo có một chiếc hộp đựng đầy đồ chơi. Mỗi người trong số họ nghĩ rằng họ có phòng ngủ tốt nhất.
47. Pocoyo Goes To School (15 tháng 11 năm 2010) – Sâu Bướm và Baby Bird đang ở trường. Họ mang theo ba lô, sổ tay và bút chì. Elly là giáo viên. Pocoyo và Pato không muốn chơi với họ;  họ thích chơi bóng hơn. Nhưng dần dần, họ thích những gì mình làm ở trường hơn và tham gia cùng bạn bè.
48. Art (17 tháng 11 năm 2010) – Những người bạn đã thực hiện một cuộc triển lãm bao gồm các lĩnh vực nghệ thuật khác nhau như hội họa, điêu khắc và nhiếp ảnh. Pato vào vai một nhà phê bình nghệ thuật và đến thăm triển lãm nhưng chẳng có thứ gì anh thích cả. Những người khác yêu cầu anh thể hiện kỹ năng nghệ thuật của mình, và sau đó Pato nhận ra rằng làm nghệ thuật không hề dễ dàng.
49. Pocoyo Recycles (20 tháng 11 năm 2010) – Pocoyo và Pato tìm thấy một số thùng tái chế.  Elly xuất hiện với rất nhiều thứ có thể tái chế: chai lọ, lon và báo cũ. Fred cũng có nhiều thứ cần tái chế nhưng Pocoyo và Pato phải thuyết phục anh rằng đó là một ý tưởng hay.
50. Down on The Farm (22 tháng 11 năm 2010) – Pocoyo, Elly và Pato đang ở trong vườn nơi họ trồng cà chua, cà rốt và rau diếp. Đã đến lúc nhặt chúng lên và ăn thì đột nhiên rau bắt đầu tự di chuyển. Cuối cùng họ cũng bắt được chúng và tìm ra lý do tại sao chúng lại di chuyển.
51. Nurse Elly (25 tháng 11 năm 2010) – Pocoyo không muốn dọn dẹp và giả vờ ốm. Sau đó, Elly bảo cậu lên giường, băng bó và uống một ít thuốc. Pocoyo cuối cùng cũng thừa nhận rằng mình không bị ốm và sẽ giúp bạn bè dọn dẹp.
52. Fishing With Pocoyo (27 tháng 11 năm 2010) – Pocoyo và Pato đang câu cá. Họ có một cái lưới và một cái cần câu có móc kỳ lạ: Sâu bướm. Họ quăng cây gậy và con sâu bướm chạm tới đáy biển và kết bạn với một con cá.  Pocoyo và Pato không thể bắt được bất cứ thứ gì và họ phải xuống đáy biển để xem chuyện gì đang xảy ra. Lưu ý: Đây là tập cuối cùng Isabella Foy lồng tiếng Pocoyo.

### Phần 4:Pocoyo(2016–)

#### Phần 4 – Phần 1 (2016–2017)
1. Holidays – (28 tháng 11 năm 2016) Pocoyo, Pato và Elly đã trở về nhà và kể cho họ nghe những gì họ đã làm trong kỳ nghỉ. Lưu ý: Đây là tập đầu tiên Gigi Hatt lồng tiếng Pocoyo.
2. Christmas Tree – (17 tháng 12 năm 2016) Pato đã quyết định có một cây Giáng sinh cho riêng mình nhưng anh không thể tìm được cây nào.
3. Chicks Dig Me – (27 tháng 1 năm 2017) Pocoyo phải chăm sóc những chú gà con mà cậu tìm thấy khi đi dạo cùng với sự giúp đỡ của Pato.
4. Call Me – (17 tháng 2 năm 2017) Pato đã mua cho mình một chiếc điện thoại thông qua dịch vụ giao hàng, nhưng nó đổ chuông liên tục gây ra nhiều vấn đề.
5. Muck Struck – (3 tháng 3 năm 2017) Pocoyo, Pato và Elly phải dọn sạch cái ao bị vấy bẩn mà họ tìm thấy để sử dụng lại nước ngọt.
6. Nina – (24 tháng 3 năm 2017) Pato tìm thấy điều gì đó kỳ lạ trên những bông hoa của mình, nơi anh cùng với Pocoyo nhận ra đó là một cô gái trẻ kỳ lạ tên Nina cùng với một người máy tên là Roberto.
7. Hack Attack – (14 tháng 4 năm 2017) Pocoyo và những người bạn chăm sóc Roberto nhưng một tai nạn xảy ra khi Roberto mất kiểm soát.
8. Hole Lotta Trouble – (28 tháng 4 năm 2017) Pocoyo, Pato và Elly điều tra một lỗ đen kỳ lạ dẫn đến các thế giới khác nhau mà họ tìm thấy.
9. Great Shot! – (12 tháng 5 năm 2017) Pocoyo và những người bạn của mình mỗi người đều có quy tắc trong một trận đấu quần vợt.
10. Disco Fleaver – (19 tháng 5 năm 2017) Bọ chét đang "tấn công" Loula nên Pocoyo và Nina được Roberto thu nhỏ và phải tìm cách diệt trừ chúng.
11. House Of Colours – (9 tháng 6 năm 2017) Elly muốn sơn toàn bộ ngôi nhà màu hồng, nhưng Pocoyo và Pato lại thích sơn nó bằng nhiều màu khác nhau.
12. Summer Hike – (30 tháng 6 năm 2017) Pato đã mời Pocoyo và Nina đi leo núi vào mùa hè.
13. Bumbleberry Surprise – (7 tháng 7 năm 2017) Pocoyo và những người bạn của cậu muốn nướng một chiếc bánh nên họ phải tìm một loại quả mọng độc đáo bên trong một bụi cây để làm bánh.
14. Are We There Yet? – (21 tháng 7 năm 2017) Pocoyo và những người khác đang trên đường đến bãi biển
15. Tourist Trapped – (11 tháng 8 năm 2017) Multiple green aliens arrive in the Pocoyo World, wanting to take pictures of everything in the world as souvenirs.
16. Time After Time Before Time – (8 tháng 8 năm  2017) Pocoyo và Nina xuyên không về quá khứ bằng cách sử dụng Roberto làm cỗ máy thời gian để ăn những chiếc bánh nướng nhỏ mà Elly vô tình đánh rơi và khám phá xa hơn.
17. Tiny Fun Park – (22 tháng 9 năm 2017) Do không thể đến một công viên giải trí thực sự, Pocoyo và những người bạn của cậu đã tạo ra công viên giải trí bằng khả năng của Roberto để khiến mọi người thu nhỏ lại.
18. Halloween Tales – (13 tháng 10 năm 2017) Pocoyo, Pato và Elly tự tạo ra những câu chuyện của riêng mình để hù dọa Nina, nhưng cô thấy chúng thật buồn cười.
19. Rock Is A Hard Place – (10 tháng 11 năm 2017) Pocoyo và những người bạn củ cậu thành lập ban nhạc của riêng họ, nhưng mọi thứ trở nên vượt quá tầm kiểm soát khi mỗi người tranh nhau xem ai được chú ý nhiều hơn.
20. Angry Alien Strikes Back – (15 tháng 11 năm 2017) Angry Alien lên kế hoạch trả thù để chiếm lấy Thế giới của Pocoyo bằng phát minh mới của mình.
21. Magic Words – (16 tháng 11 năm 2017) Những điều kỳ lạ đang xảy ra khi mỗi vật thể thay đổi thành một loại vật thể khác.
22. Sleep Guard – (18 tháng 11 năm 2017) Pocoyo đang làm nhiệm vụ canh gác để ngăn chặn tiếng ồn khi Sleepy Bird đang ngủ.
23. Insert Coin – (19 tháng 11 năm 2017) Angry Alien đã bắt cóc con búp bê của Elly và Pocoyo phải cứu nó.
24. Space Postal Service – (8 tháng 12 năm 2017) Pato và Baby Bird phải giao một gói hàng cho Green Alien trong không gian
25. An Alien Christmas Carol – (15 tháng 12 năm 2017) Angry Alien lên kế hoạch hủy hoại Giáng sinh một lần và mãi mãi.
26. Dance Off Part Two – (22 tháng 12 năm 2017) Elly và Nina đối mặt với Pocoyo và Pato trong một sàn đấu vũ đạo.

#### Phần 4 – Phần 2 (2020–2022)
1. The Grand Final – Pocoyo nhìn thấy Pato và Elly chơi bóng rổ và cậu cũng muốn chơi với họ.
2. Slippery Pato – Pato đổ quá nhiều dầu dưỡng ẩm lên người khiến Pocoyo và Elly thất vọng vì quá trơn để vui chơi.
3. The Dino Box – Pocoyo chế tạo một cỗ máy tuyệt vời có thể biến con người thành khủng long.
4. Pirates – Pocoyo đang đóng vai hải tặc với một chiếc thuyền đồ chơi thì phát hiện ra rằng Pato có một chiếc thuyền thật.
5. The Pink Perfume – Elly nhận được một lọ nước hoa yêu thích nhưng cô phải cẩn thận để không dùng hết quá nhanh.
6. Robot Pocoyo – Pocoyo thích robot đến mức cuối cùng cậu đã trở thành một robot.
7. Pato's Phone – Pato bị ám ảnh bởi chiếc điện thoại thông minh của mình đến mức không quan tâm đến bất cứ điều gì khác. (Lưu ý: Đây có thể là phần tiếp theo của "Call Me".)
8. Fancy Dress Party – Pocoyo và những người bạn phát hiện ra rằng sắp có một cuộc thi thời trang và tiệc tùng, và Pato tự tin rằng mình sẽ giành chiến thắng.
9. Strike! – Pato bị ám ảnh bởi môn bowling khi nhận ra rằng mình không bao giờ ghi được quả Strike dù có cố gắng thế nào, trong khi Elly và Pocoyo lại thành công một cách dễ dàng.
10. Let's Tidy Up – Pato vừa dọn phòng xong thì Elly và Pocoyo đến chơi.
11. The Balloon – Nina có một quả bóng bay rất nên Pocoyo và Pato muốn chơi với nó. Họ hứa sẽ giữ cẩn thận nhưng gần như ngay lập tức nó bay lên trời và họ phải lấy lại.
12. The Silence Challenge – Pocoyo, Pato và Elly thách đấu Người kể chuyện trong một trò chơi mà phải giữ im lặng.
13. Overprotective Roberto – Khi Roberto nhìn thấy Nina bị chấn thương khi vui chơi, nó trở nên lo lắng đến mức quyết định bảo vệ cô bằng mọi giá.
14. Pocoyo's Car – Pocoyo quyết định rằng cậu không cần bất kỳ đồ chơi cũ nào của mình nữa, nhưng lại có suy nghĩ thứ hai khi nhìn thấy Nina lái chiếc xe cũ của cậu.
15. Inventions – Pocoyo và Nina đã hứa sẽ giúp đỡ bạn bè của họ, tuy nhiên, họ phát hiện ra rằng Pato đang tổ chức một bữa tiệc. Mong muốn hoàn thành càng sớm càng tốt, Pocoyo và Nina nghĩ ra một số phát minh điên rồ để tiết kiệm thời gian.
16. My Hero – Sau khi Pocoyo giải cứu Sâu Bướm khỏi một cái hố, cô bắt đầu thần tượng Pocoyo.
17. The Rescue – Pocoyo phát hiện ra rằng Sâu Bướm đang bị mắc kẹt trên ngọn cây và cậu cùng Pato và Elly cố gắng đưa cô xuống.
18. Pocoyo's Friend – Pocoyo đang rất vui khi chơi với một người bạn vô hình.
19. Elly's Picnic – Elly tổ chức một chuyến dã ngoại với bạn bè của mình, mỗi người phải mang theo một thứ gì đó. Mọi chuyện vẫn ổn cho đến khi họ phát hiện ra Nina mang theo kiến và họ phải diệt trừ chúng trước khi ăn hết chỗ đó.
20. Nina Discovers the World – Dạo quanh Thế giới của Pocoyo, Nina dần khám phá những đồ vật mới với sự giúp đỡ của Pocoyo.
21. The Remote Control – Pocoyo và Pato muốn xem các chương trình truyền hình khác nhau và bắt đầu tranh giành chiếc điều khiển từ xa. Giữa sự hỗn loạn và vô cùng ồn ào, Pocoyo phát hiện ra rằng chiếc điều khiển từ xa không chỉ thay đổi các kênh.
22. The Tennis Racket – Elly rất hào hứng khi chơi quần vợt với Pato và Pocoyo, nhưng vấn đề bắt đầu khi Elly phát hiện ra rằng ý tưởng chơi quần vợt của Pato và Pocoyo không phù hợp với luật chơi.
23. Nina The Dog Trainer – Nina yêu quý Loula và muốn dành cả buổi chiều với nó, nhưng Pocoyo cảnh báo cô rằng chăm sóc một chú chó là một trách nhiệm to lớn.
24. Prank Day – Pocoyo rất hào hứng trong Ngày chơi khăm và chơi khăm mọi người, kể cả Người kể chuyện.
25. I Don't Want to Go to Sleep – Đã về khuya và mọi người đều đã đi ngủ ngoại trừ Pocoyo, người thích tiếp tục chơi với ô tô, với quả bóng hoặc với các khối hình của mình.
26. Winter Games – Đã có một trận tuyết rơi lớn và Pocoyo đang chuẩn bị sẵn sàng để tranh tài trong đại hội thể thao mùa đông với bạn bè của mình.
27. Dragon Island – Pocoyo, Elly và Pato bắt tay vào cuộc phiêu lưu tuyệt vời đến Quần đảo Canary để tìm một con rồng thần thoại sống trong khu vực. (Tập này có hoạt ảnh kết hợp giữa ảnh 3D và ảnh thật)

### Đặc biệt (2016–nay)
1. Crazy Inventions (Halloween 2016) – Pocoyo và Elly quyết định sử dụng Pato làm đối tượng thử nghiệm cho phát minh mà họ tạo ra, nhưng Pato lại rơi vào thế giới ảo do virus từ máy trong quá trình thử nghiệm và Pocoyo và Elly phải cứu anh.
2. Easter Eggs (Lễ Phục sinh 2017) – Pocoyo và những người bạn của cậu đang săn lùng những quả trứng Phục sinh do Elly tổ chức, nhưng sự nhầm lẫn xảy ra khi Elly sử dụng nhầm quả trứng cuối cùng có chứa một chú chim con làm Trứng Phục sinh.
3. Pocoyo and Nina's Terror Show (Halloween 2017) – Pocoyo & Nina biểu diễn chỉ để hù dọa người khác, nhưng nỗ lực của họ cuối cùng lại khiến mọi người bật cười. Tuy nhiên, phải đến khi họ nhận được sự giúp đỡ từ một nhóm bộ xương.
4. Nina's Easter Day (Lễ Phục sinh 2018) – Pocoyo, Elly và Pato đã có cho mình một quả trứng sô cô la, nhưng Nina và Roberto đã đánh cắp từng quả vì tin rằng những quả trứng đó chứa một chú gà con.
5. The Big Soccer Match (hưởng ứng Giải vô địch bóng đá thế giới 2018) – Nina muốn tham gia một trận bóng đá và thành lập một đội, nhưng cô cần tập luyện với Roberto để giành chiến thắng trong trận đấu giữa Pocoyo và đội bóng của cậu.
6. Pocoyo and the Haunted House (Halloween 2018) – Pocoyo và Pato thấy mình đang ở trong một ngôi nhà ma ám khi đang chơi trò lừa hoặc chiêu đãi vào đêm Halloween. Pocoyo quyết định khám phá bên trong, khiến Pato cảm thấy rất lo lắng. Tuy nhiên, bên trong ngôi nhà đang diễn ra bữa tiệc Halloween mà Elly, Nina và những người khác đang tổ chức.
7. You Are Welcome for Thanksgiving (Lễ Tạ ơn 2018) – Lễ tạ ơn đã đến và Pocoyo và Nina rất hào hứng. Tuy nhiên, cả hai quá khích, liên tục lặp lại "Cảm ơn!" và khiến Pato khó chịu.
8. Pocoyo's Christmas Carol (Giáng sinh 2018) – Pocoyo và Pato cãi nhau vào đêm Giáng sinh và Elly phải tìm cách để họ hòa hợp trở lại nếu không mọi chuyện cuối cùng có thể trở nên tồi tệ hơn.
9. The Easter Rabbit (Lễ Phục sinh 2019) – Pocoyo, Pato và Nina đã lấy được từng quả trứng của Thỏ Phục sinh. Họ phải lần theo manh mối nếu muốn lấy lại trứng nhưng Pato có vẻ thiếu kiên nhẫn muốn lấy lại quả trứng của mình.
10. Halloween Potion (Halloween 2019) – Pocoyo, Pato, Elly và Sâu Bướm đi xin kẹo hoặc bị ghẹo, nhưng Pato nhìn thấy một con quái vật khiến cậu sợ hãi, đó là Sâu Bướm đã biến hình, kẻ đã uống súp bí ngô của Elly mặc dù thực tế là cô không nên uống nó.
11. A Very Special Guest (Giáng sinh 2019) – Pocoyo và Loula gặp người tuyết Yanko khi đang thu thập đồ trang trí cho cây Giáng sinh. Pocoyo mời Yanko đến bữa tiệc Giáng sinh mà anh và bạn bè đang tổ chức nhưng bạn bè của anh sợ sự xuất hiện to lớn của Yanko và từ chối lời mời tham dự bữa tiệc của cậu.
12. Caterpillar's Egg (Lễ Phục sinh 2020) – Pocoyo, Pato, Elly và Sâu Bướm thực hiện một cuộc thi sơn trứng và sau đó đi săn trứng Phục sinh, trong khi Sâu Bướm tạo ra một quả trứng sơn chỉ phát sáng trong bóng tối.
13. The Reflection (Halloween 2020 I) – Pocoyo hóa trang thành phù thủy cho dịp Halloween và quyết định chơi trò cho kẹo hoặc bị ghẹo một mình. Nhưng trước khi rời đi, cậu vô tình sử dụng một câu thần chú trên gương khi đang luyện tập để trở nên đáng sợ trong bộ trang phục phù thủy, khiến hình ảnh phản chiếu của Pocoyo lộ ra từ gương và gây rắc rối bằng cách ăn trộm kẹo từ những người khác mà cậu không hề hay biết.
14. Elly's Wand (Halloween 2020 II) – Elly và những người học việc của cô, Pocoyo và Pato đang chế tạo một lọ thuốc vào đêm Halloween.  Tuy nhiên, khi Elly rời đi để thu thập thêm nguyên liệu, Pocoyo và Pato đã vô tình làm mất cây đũa phép mà Elly để lại trên bàn khi họ làm lộn xộn việc cho thêm nguyên liệu vào nồi.  Cây đũa phép sau đó được Sâu Bướm tìm thấy khi cô gây ra sự tàn phá bằng cách sử dụng phép thuật.
15. Space Christmas (Giáng sinh 2020 I) – Pocoyo, Pato và Elly dành thời gian với Angry Ailen vào dịp Giáng sinh, nhưng anh ta có vẻ không vui lắm.
16. Christmas Far from Home (Giáng sinh 2020 II) – Yanko đã mời Pocoyo, Pato, Elly và Loula đến Nam Cực trong kỳ nghỉ Giáng sinh. Tuy nhiên, Pato không thích trải nghiệm này, đặc biệt là khi Yanko đưa cho anh món ăn làm từ cá.
17. Easter Eggs Surprise (Lễ Phục sinh 2021) – Pocoyo, Pato và Elly đã vẽ xong những quả trứng cho Lễ Phục sinh, nhưng những quả trứng sau đó bị mất tích và bộ ba phải giải quyết bằng cách sử dụng một loạt manh mối mà họ nhận ra rằng những quả trứng đó là của Sleepy Bird, mỗi quả có chứa một chú chim con.
18. Pocoyo's World Sports Games (hưởng ứng Thế vận hội mùa hè 2020) – Pocoyo đang tổ chức Đại hội Thể thao Thế giới của riêng mình. Tuy nhiên, Pocoyo, với tư cách là trọng tài, không đối xử công bằng với các vận động viên mà trao huy chương hạng nhất cho bất kỳ ai mà cậu muốn, hầu hết là những người có thành tích không tốt trong mỗi môn thi đấu.
19. Angry Alien's First Halloween (Halloween 2021 I) – Angry Alien một lần nữa cố gắng chinh phục Thế giới của Pocoyo và lần này là vào dịp Halloween. Tuy nhiên, nó lại bị phá hỏng khi Pocoyo và những người bạn của cậu khiến anh sợ hãi bằng trang phục của họ và một số đồ trang trí Halloween.
20. Pocoyo's Scary Halloween (Halloween 2021 II) – Pocoyo mời Hermanos Chihuahua, một nhóm gồm ba bộ xương đến để hù dọa Elly và Pato. Tuy nhiên, kế hoạch lại phản tác dụng khi Elly và Pato dọa họ bằng mặt nạ.
21. The Day of the Dead (Ngày của người đã mất 2021) - Ngày của người đã mất đã về, Pato rất buồn vì nhớ ông nội, nhưng nhờ sự giúp đỡ của Nina, một người rất đặc biệt đã đến thăm Pato trong đêm.
22. Christmas.. at the Beach – (Giáng sinh 2021) – Yanko rất vui mừng vì gia đình cậu sẽ đến ăn tối vào dịp Giáng sinh nhưng Pocoyo, Pato và Baby Bird buộc cậu phải đón Giáng sinh ở bãi biển với họ.
23. The Goblin Mask (Halloween 2022) – Đó là đêm Halloween và Pocoyo, Pato, Elly và Nina đều mặc đồ hóa trang cho Halloween. Tuy nhiên, Nina đang gây rắc rối bằng cách ăn trộm kẹo của người khác nhưng chính chiếc mặt nạ đã chiếm hữu cô.
24. Elly's Auntie Phantie (Ngày của người đã mất 2022) – Elly đã thay đổi để dì Phantie, người thân đã mất của cô triệu hồi cô và đến thăm Thế giới Pocoyo. Tuy nhiên, Pocoyo, Pato, Baby Bird và Sâu Bướm đã đánh cắp những thứ từ bàn thờ và hóa ra họ cũng đang giúp đỡ.
25. Christmas Stakeout (Giáng sinh 2022) – Pocoyo, Pato và Nina cố gắng bắt xem ai sẽ tặng quà cho họ vào dịp Giáng sinh. Nhưng cuối cùng thì ai tặng quà vẫn là một ẩn số.
26. Egg-cellent Friends (Lễ Phục sinh 2023) - Trong khi Pocoyo và Pato đang tìm Trứng Phục sinh, họ tìm thấy một cầu trượt độc đáo có một quả trứng khổng lồ được kết nối với nó. Tuy nhiên, hóa ra cầu trượt biến bất kỳ ai thành trứng với Pato biến thành một và sau đó là Elly, Pocoyo và những người bạn khác của cậu phải tìm cách biến họ trở lại bình thường.

### Webisodes (2019–2023)
1. Space Holidays – (21 tháng 6 năm 2019) – Elly có kỳ nghỉ ngoài không gian cùng Pato và Pocoyo. Nhưng Pocoyo đang tranh cãi với Pato, vì Pocoyo muốn lên núi và Pato muốn đi biển.
2. Back to School – (23 tháng 8 năm 2019) – Mọi người ngoại trừ Pocoyo đều vui mừng được trở lại trường học.
3. World Domination on Ice (13 tháng 12 năm 2019) – Angry Alien một lần nữa lên kế hoạch xâm chiếm Thế giới của Pocoyo. nhưng một lần nữa, kế hoạch của hắn ta lại thất bại vì tuyết quá dày.
4. Dinosaurs – (17 tháng 4 năm 2020) – Pocoyo, Pato và Elly đang chơi trò chơi khủng long với nhau, nhưng tiếng ồn mà chúng gây ra đang làm phiền Sleepy Bird trong thời gian ngủ trưa của cô.
5. Formula Pato – (26 tháng 6 năm 2020) – Pato đã đặt mua một động cơ và cũng đưa chiếc xe của mình vào cuộc sống để giành chiến thắng trong cuộc đua. Tuy nhiên, tính cách vui tươi của chiếc xe đã phản tác dụng mong muốn giành chiến thắng trong cuộc đua của Pato. (Lưu ý: Tập này là chương trình khuyến mãi cho Pocoyo Racing dành cho thiết bị di động.)
6. The Colouring Book – (4 tháng 9 năm 2020) – Pocoyo đang đọc một cuốn sách về màu sắc, trong đó màu sắc của mọi thứ thay đổi giống như màu của cuốn sách. Tuy nhiên, khi Elly và Pato bước vào, sau đó họ bắt đầu tranh nhau về cuốn sách có nhiều điều không ổn.  (Lưu ý: Tập này nhằm quảng bá cho việc phát hành Ứng dụng Pocoyo Colors.)
7. The Ball Orchestra's Party – (25 tháng 9 năm 2020) Pocoyo, Pato và Elly đã được mời đến bữa tiệc của Ball Orchestra, nhưng họ phải giải một số câu đố để đến được đó.
8. The Videogame Party – (16 tháng 4 năm 2021) – Pocoyo và những người bạn của cậu chuẩn bị một bữa tiệc mừng mùa xuân, nhưng Angry Alien lên kế hoạch phá hỏng bữa tiệc nhưng nó lại phản tác dụng. Thay vào đó, anh đã đánh cắp được lời mời dự tiệc. (Lưu ý: Tập này là chương trình khuyến mãi và nối tiếp Pocoyo Party dành cho PlayStation 4 và Nintendo Switch.)
9. The Treasure Hunt – (30 tháng 7 năm 2021) – Pocoyo, Pato và Elly tác chiến cùng nhau để tìm kho báu của hải tặc dưới đáy biển.
10. Yanko's First Day – (13 tháng 8 năm 2021) – Hôm nay là ngày đầu tiên Yanko đến trường nhưng cậu cảm thấy lo lắng.
11. The Top Hat – (21 tháng 1 năm 2022) – Fred đến trễ buổi biểu diễn và trong lúc vội vàng, anh đã đánh rơi chiếc mũ ảo thuật của mình.  Khi Pocoyo và Pato tìm thấy chiếc mũ bị mất của Fred, họ chơi với nó nhưng nhanh chóng phát hiện ra rằng chiếc mũ không chỉ có tác dụng kỳ diệu mà còn vận chuyển họ từ các thế giới khác một cách kỳ diệu.
12. The Universe-Changing Remote – (25 tháng 2 năm 2022) Pocoyo và Pato tìm thấy một chiếc điều khiển từ xa có nút màu đỏ. Mỗi lần họ nhấn nút, họ sẽ thay đổi một số định luật vật lý của vũ trụ. Tuy nhiên, chiếc điều khiển từ xa lại là một trong những phát minh của Angry Alien nhằm mục đích thống trị thế giới của Pocoyo.
13. The Bee – (18 tháng 3 năm 2022) – Vào một ngày xuân đẹp trời, Pocoyo, Pato và Elly đang chơi bóng. Nhưng khi họ đi lấy nó khi Pocoyo đánh quả bóng ra ngoài giới hạn, họ gặp một con ong và cố gắng chạy trốn khỏi nó.
14. What is a Cow? – (22 tháng 4 năm 2022)- Pocoyo, Elly và Pato tìm thấy một chú gà con.  Nó rất buồn vì bị lạc, và người bạn Lola của anh là một con bò, đang lo lắng. Pocoyo và những người bạn của mình cố gắng giúp cô gà tìm thấy bạn của mình, nhưng trước tiên, họ sẽ phải tìm hiểu con bò là gì.
15. All Aboard the Train – (27 tháng 5 năm 2022) – Pato, Elly và những người khác đi tàu trong khi Pocoyo là người soát vé.
16. Fireman Pato – (17 tháng 6 năm 2022) – Pocoyo và Elly đang sửa chữa Vamoosh thì Loula bị mắc kẹt bên trong. May mắn thay lính cứu hỏa Pato có thể giải thoát cho Loula. Tuy nhiên, việc cố gắng giúp đỡ những người bạn khác như Sâu Bướm, Fred và Ball Orchestra khó hơn Pato nghĩ.
17. A Viking Adventure – (8 tháng 7 năm 2022) – Pocoyo, Pato và Elly tham gia chuyến phiêu lưu chèo thuyền trên biển với tư cách là người Viking khi họ gặp phải những chướng ngại vật nhất định để đối mặt với Kraken (Bạch tuộc Fred).
18. The Juices – (12 tháng 8 năm 2022) – Elly đã làm nước ép màu tím từ trái cây màu đỏ và xanh và các vị khách của cô rất thích chúng, nhưng khi Pocoyo và Pato đến giúp đỡ, họ lại nghịch ngợm trộn các loại trái cây khác để tạo ra màu sắc khác cho nước ép, thay vì làm theo hướng dẫn của Elly để tạo ra nước ép màu tím từ đúng loại trái cây.
19. The Unicorn – (23 tháng 9 năm 2022) Pocoyo, Pato, Elly và Nina đang vẽ động vật thì Nina vẽ một con Kỳ lân phương Tây. Tuy nhiên, vì kỳ lân là "động vật" yêu thích của Nina nên cô muốn tìm một con để chứng minh sự tồn tại của nó, ngay cả Pocoyo và những người khác cũng không tin như vậy.
20. The Big Little Race – (3 tháng 3 năm 2023) Pocoyo, Pato và Elly đang tham gia một giải đua xe và sau đó còn có sự tham gia của Angry Alien. Tuy nhiên, Angry Alien quyết định gian lận để giành chiến thắng trong cuộc đua.
21. Pocoyo's Farm – (14 tháng 4 năm 2023) Pocoyo có một công việc ở một trang trại và có một chiếc kèn (hoặc một người dụ gà con) để dụ gà con. Tuy nhiên, khi con cừu đen của mình trốn thoát, Pocoyo đã để lại chiếc kèn trên đầu thùng và bảo người kể chuyện hãy canh chừng để  cậu đi bắt nó. Nhưng người kể chuyện đã không ngăn được Nina, người đi cùng với Roberto khi cô chơi quanh chiếc kèn mà không biết nó dùng để làm gì, gây ra nhiều sự tàn phá hơn xung quanh trang trại với đàn gà con giẫm đạp đuổi theo cô.
22. A Surprising Birthday – (28 tháng 4 năm 2023) Hôm nay là sinh nhật của Pocoyo và Pato, Elly, Nina và Roberto có mặt để ăn mừng. Tuy nhiên, họ tranh cãi xem món quà nào tốt hơn.
23. Another Key?! – (12 tháng 5 năm 2023) Tập tiếp theo của tập "The Key To It All" trong series 1. Pocoyo lại tiếp tục cuộc phiêu lưu đến Đảo Kho Báu và tìm kho báu. Nhưng lần này, chiếc chìa khóa mở ra những con đường khác nhau và Nina đi cùng cậu khi cô tìm thấy chiếc chìa khóa.
24. The Big Match – (19 tháng 5 năm 2023) Đó là một trận đấu bóng đá và Đội "Los Patos" đang thi đấu đối đầu với Đội "Elly's United FC".  Tuy nhiên, khi Pocoyo từ đội của Elly thi đấu, cậu đã không tuân thủ đúng luật bóng đá và không thể hiện tinh thần thể thao tốt với cầu thủ khác, khiến trọng tài Fred bực bội. (Lưu ý: Tập này ban đầu được tải lên dưới dạng độc quyền của HBO Max trong năm 2021).
25. King Yeti – (16 tháng 6 năm 2023) Tập tiếp theo của phim điện ảnh "Pocoyo and the League of Extraordinary Super Friends". Lần này, Angry Alien đã chế tạo một chiếc mũ bảo hiểm có thể biến bất kỳ ai thành quái vật. Sử dụng thiết bị đó trên Yanko và sử dụng nó như một con quái vật giống King Kong để phá hủy thành phố một lần nữa, Pocoyo và những người bạn Siêu nhân phi thường của cậu phải tìm cách ngăn chặn Angry Alien và cứu Yanko trở lại bình thường.
26. The Mystery of the Missing Pato – (17 tháng 7 năm 2023) Một tập tiếp theo khác của tập "The Key To It All" trong series 1. Pato mất tích khi đang xếp các khối với Pocoyo. Khi tìm thấy chiếc chìa khóa được sử dụng từ tập "The Key To It All" từ chiếc mũ của mình, anh và Elly phải tìm những phần còn thiếu của Pato bên trong mỗi quả trứng khác nhau cũng như đi đến các khu vực khác nhau.
27. Pocoyo the Policeman – (11 tháng 8 năm 2023) Pocoyo trở thành cảnh sát giống như trong truyện tranh. Nhưng cậu đã thực hiện công việc quá nghiêm túc.

## Phát sóng

### Vương quốc Anh
Vào ngày 11 tháng 9 năm 2007, Granada International đã bán trước phần đầu tiên và thứ hai cho Five's Milkshake!. Thỏa thuận này có nghĩa là mặc dù Kênh CITV vẫn có thể phát sóng loạt phim này nhưng họ không thể phát sóng bộ phim này trong thời gian phát sóng của Milkshake!.

### Tây Ban Nha
Vào tháng 6 năm 2006, TVE2 và Boomerang lần lượt mua lại bản quyền truyền hình miễn phí và truyền hình trả tiền cho loạt phim này từ Zinkia. Phần đầu tiên được chiếu trên TVE2 vào tháng 10 năm 2006. Phần thứ hai được công chiếu trên mạng vào tháng 4 năm 2008. Phần thứ ba, Let's Go Pocoyo bắt đầu phát sóng vào năm 2010.
Vào tháng 10 năm 2017, Clan đã mua được bản quyền truyền hình cho phần thứ tư.

### Các quốc gia khác
Vào tháng 4 năm 2005, Australian Broadcasting Corporation trở thành đài truyền hình quốc tế đầu tiên mua lại loạt phim này. Vào tháng 10, Granada đã bán trước loạt phim này cho Treehouse TV (Canada), Disney Channel (Đông Nam Á), TVNZ (New Zealand), CYBC (Síp) Gulf DTH/Showtime và MBC (Trung Đông), IBC (Iceland), EBS (Hàn Quốc), Alter Channel (Hy Lạp), RTFBH (Bosnia và Hercegovina), RTV (Slovenia), BabyTV (Israel) và ABC (Úc). Vào thời điểm đó, các giao dịch đang được tiến hành đối với Đức, Nhật Bản, Phần Lan, Thụy Điển, Pháp và Hồng Kông.
Vào tháng 3 năm 2006, Nickelodeon mua bản quyền phát sóng của Pháp. Điều này được tiếp nối vào tháng 5 với việc Granada bán trước loạt phim cho KiKA (Đức), Discovery Kids (Mỹ Latinh), WOWOW (Nhật Bản) và MNET (Nam Phi), và Zinkia bán bản quyền tiếng Bồ Đào Nha cho RTP vào tháng 6. Vào tháng 10, Granada đã bán trước bản quyền truyền hình trả tiền của loạt phim này cho Disney Channel Scandinavia, trong khi Yle mua được bản quyền truyền hình miễn phí cho series đầu tiên ở Phần Lan.
Vào tháng 4 năm 2008, Zinkia đã bán trước bản quyền phát sóng của México cho Grupo Televisa.
Năm 2010, loạt phim du nhập vào Ý khi Zinkia bán bản quyền phát sóng cho Rai 2 vào tháng 3 và Hoa Kỳ vào tháng 4 khi ITV Global Entertainment bán loạt phim này cho Nick Jr. Channel để phát sóng vào mùa xuân. Tại Hoa Kỳ, loạt phim này ban đầu được chiếu dưới dạng các phân đoạn dài 7 phút giữa các chương trình trước khi được mở rộng thành nửa giờ chiếu từ ngày 23 tháng 7 năm 2011 đến ngày 1 tháng 1 năm 2015. Hiện tại, các tập của chương trình đã có sẵn trên ứng dụng Noggin. Các tập của "Pocoyo Planet" hiện cũng có trên ứng dụng.  Cuối năm đó, bộ phim cũng được phát sóng ở Indonesia và được phát sóng trên RCTI bằng tiếng Indonesia, sau đó sẽ sớm được phát sóng trên Mentari TV (kênh chị em của Indosiar) vào năm 2024.
Pocoyo được phát sóng cùng với Peep and the Big Wide World trong khung giờ nửa giờ chung trên truyền hình công cộng ở Hoa Kỳ từ năm 2010 đến năm 2021. Được phân phối đến các đài PBS địa phương thông qua American Public Television từ tháng 1 năm 2010 đến tháng 1 năm 2018, khi nó được chọn bởi Kênh PBS Kids 24/7.
Năm 2021, bộ phim chuyển sang phát sóng thương mại tại Hoa Kỳ trên Cartoon Network vào ngày 13 tháng 9 năm 2021, như một phần của khối mầm non Cartoonito. Bộ phim đã bị xóa khỏi danh sách của Cartoonito vào ngày 23 tháng 9 năm 2022 và bị xóa khỏi HBO Max vào ngày 30 tháng 9 năm 2022. Việc phát sóng loạt phim trên PBS Kids đã kết thúc vào ngày 26 tháng 12 năm 2021 và nó,  cùng với chương trình được phát sóng cùng, đã được thay thế bằng các bản phát lại của Dinosaur Train đến 7 giờ 30 phút khung giờ sáng cuối tuần.

## Trên các phương tiện truyền thông khác

### Tập đặc biệt/Phim điện ảnh

#### Pocoyo & the Space Circus
Tập đặc biệt có tựa là Pocoyo & the Space Circus, được phát sóng trong mùa Giáng sinh năm 2008 trên cả kênh La 2 và CITV. Đã được Zinkia và ITV Global Entertainment công bố phân phối quốc tế vào tháng 3 năm 2009..
Trong tập đặc biệt kể về Anh em nhà sao Hỏa, một nhóm gồm 5 người ngoài hành tinh từ ngoài vũ trụ đến Thế giới của Pocoyo, tổ chức một rạp xiếc. Pocoyo, Elly và Pato cùng với Loula cũng tham gia.

#### Pocoyo and the League of Extraordinary Super Friends (Pocoyo in Cinemas: Your First Movie)
Angry Alien đã trở lại và đang phá hủy thành phố bằng cách sử dụng UFO. Do đó, Pocoyo với tư cách là một siêu anh hùng và nhóm gồm những người bạn siêu phàm của cậu (Pato, Elly, Nina và Roberto bao gồm cả búp bê của Elly) hợp lực khi họ phải ngăn chặn Angry Alien khỏi những âm mưu xấu xa của hắn ta.

### Trò chơi điện tử
Vào tháng 10 năm 2007, Zinkia ký hợp đồng xuất bản trò chơi điện tử với Virgin Play cho trò chơi điện tử Hello, Pocoyo!, phát hành trên Nintendo DS vào năm 2008. Trò chơi được phát triển nội bộ tại Zinkia
Trò chơi thứ hai, Pocoyo Racing được phát hành cho Nintendo DS và Wii vào năm 2011 do Zinkia Entertainment phát hành. Vào ngày 15 tháng 4 năm 2021, trò chơi thứ ba, Pocoyo Party được phát hành cho PlayStation 4 và Nintendo Switch do RECOTechnology phát hành.
Bên cạnh những trò chơi đó, nhiều ứng dụng trò chơi khác nhau đã được phát hành dựa trên nhượng quyền thương mại.